# Kościół unicki w I Rzeczypospolitej
Kościół unicki w I Rzeczypospolitej (Ruski Kościół Unicki, łac. Ecclesia Ruthena unita) – katolicki Kościół wschodni działający na terenie Rzeczypospolitej Obojga Narodów, uznający władzę i autorytet papieża i zarządzany przez metropolitę kijowskiego. Powstał w wyniku unii brzeskiej, a jego rozwój przerwały lub znacząco zmieniły rozbiory Rzeczypospolitej. Obecnie traktowany jest zazwyczaj jako fragment historii Kościoła katolickiego obrządku bizantyjsko-ukraińskiego, którego częścią jest współczesny Kościół greckokatolicki w Polsce.

## Nazwa
Wspólnota katolicka powstała po unii brzeskiej na ziemiach Rzeczypospolitej określana była najczęściej mianem „unitów” lub „Kościoła unickiego”. Kościołem unickim był wprawdzie także Kościół ormiańskokatolicki, nazywano go jednak po prostu „ormiańskim”.
Ze względu na swoją genezę – pochodzenie z prawosławnej metropolii kijowskiej – oraz dominujący skład etniczny – Rusini – opisywaną wspólnotę nazywano „Kościołem ruskim” czy Kościołem rytu ruskiego.
W późniejszym czasie w odniesieniu do zwolenników unii brzeskiej przyjęły się także nazwy „Kościół wschodni”, „Kościół rytu grecko-słowiańskiego”, „Kościół greckounicki” (nazwa stosowana w zaborze rosyjskim) oraz „Kościół greckokatolicki”.
To ostatnie określenie wprowadzone w 1774 r. przez cesarzową Marię Teresę obejmowało w rzeczywistości różne wspólnoty katolickie wywodzące się z tradycji bizantyjskiej, ale mające odmienną genezę i skład etniczny (narody słowiańskie, Rumuni i in.), zamieszkujące rozległe obszary monarchii habsburskiej.
Inne określenia to „Unia Brzeska” i „metropolia kijowska”.

## Podział administracyjny
- archieparchia kijowska
- archieparchia połocka

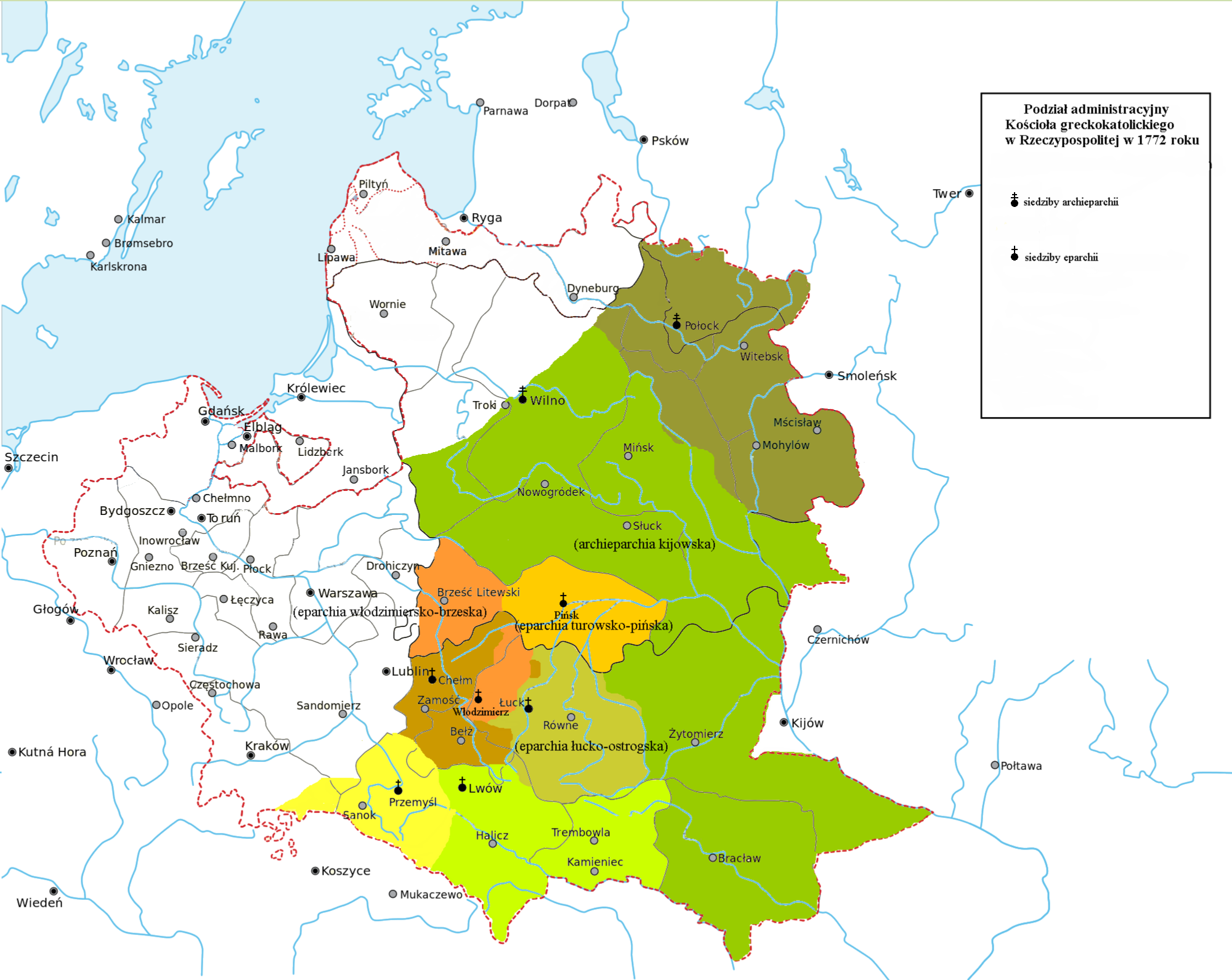
Podział administracyjny Kościoła greckokatolickiego w Polsce w 1772 roku

- archieparchia smoleńska (od 1654 tytularna)
- eparchia chełmska
- eparchia lwowska
- eparchia łucko-ostrogska
- eparchia pińsko-turowska
- eparchia przemyska
- eparchia włodzimiersko-brzeska

## Historia

### Geneza

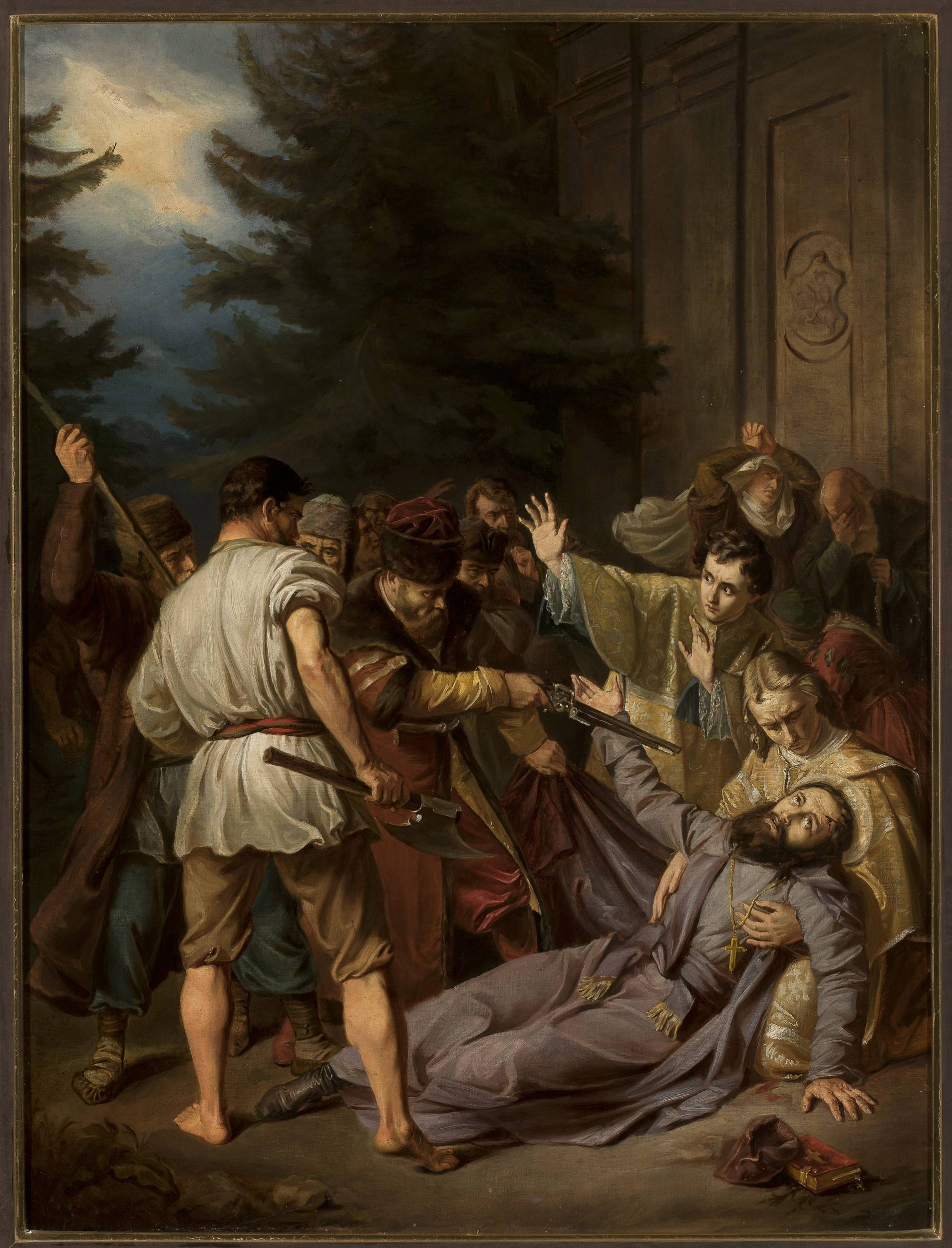
Męczeństwo Jozafata Kuncewicza, obraz pędzla Józefa Simmlera

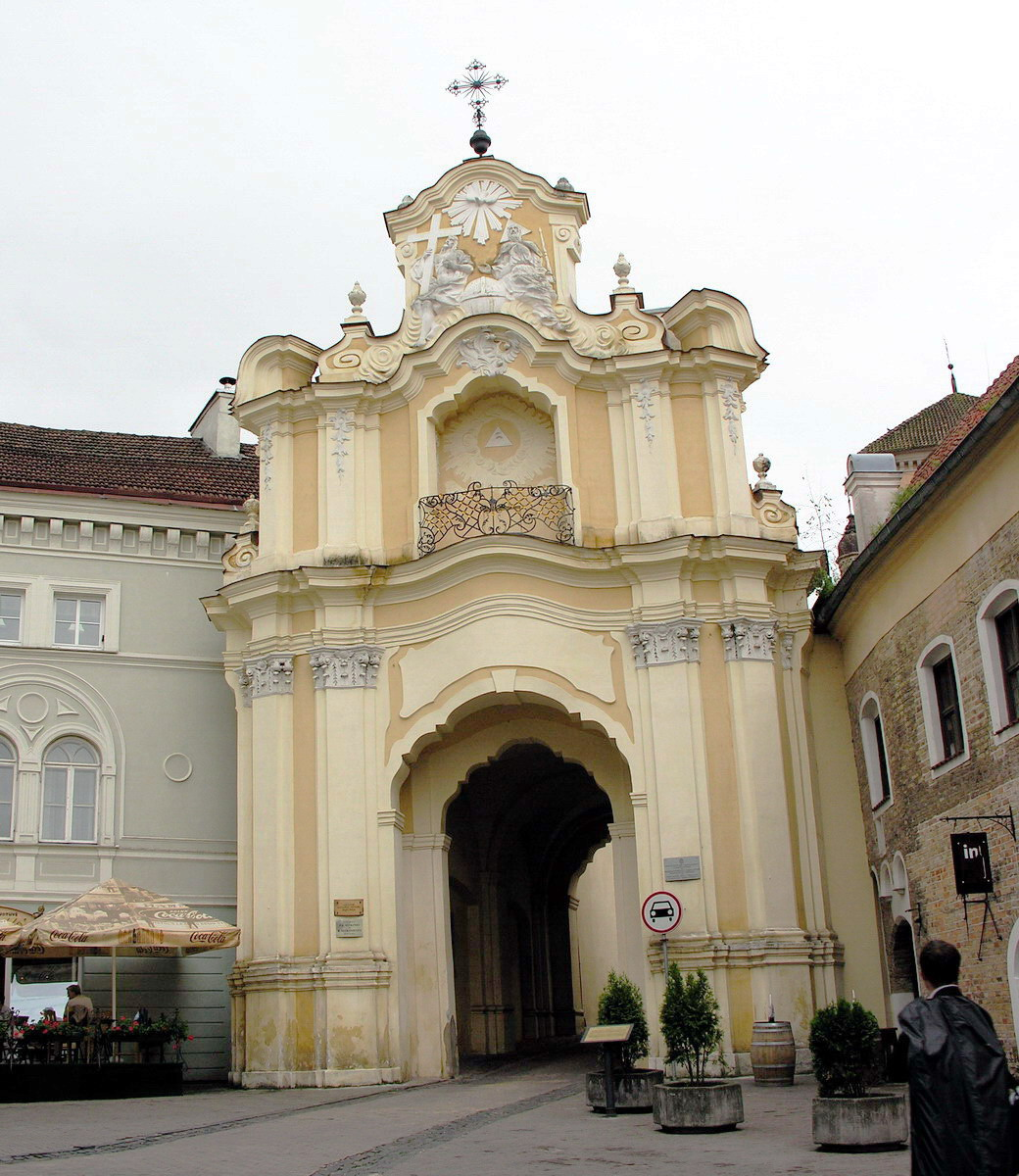
Klasztor bazylianów w Wilnie – jedna z dawnych rezydencji metropolitów kijowskich

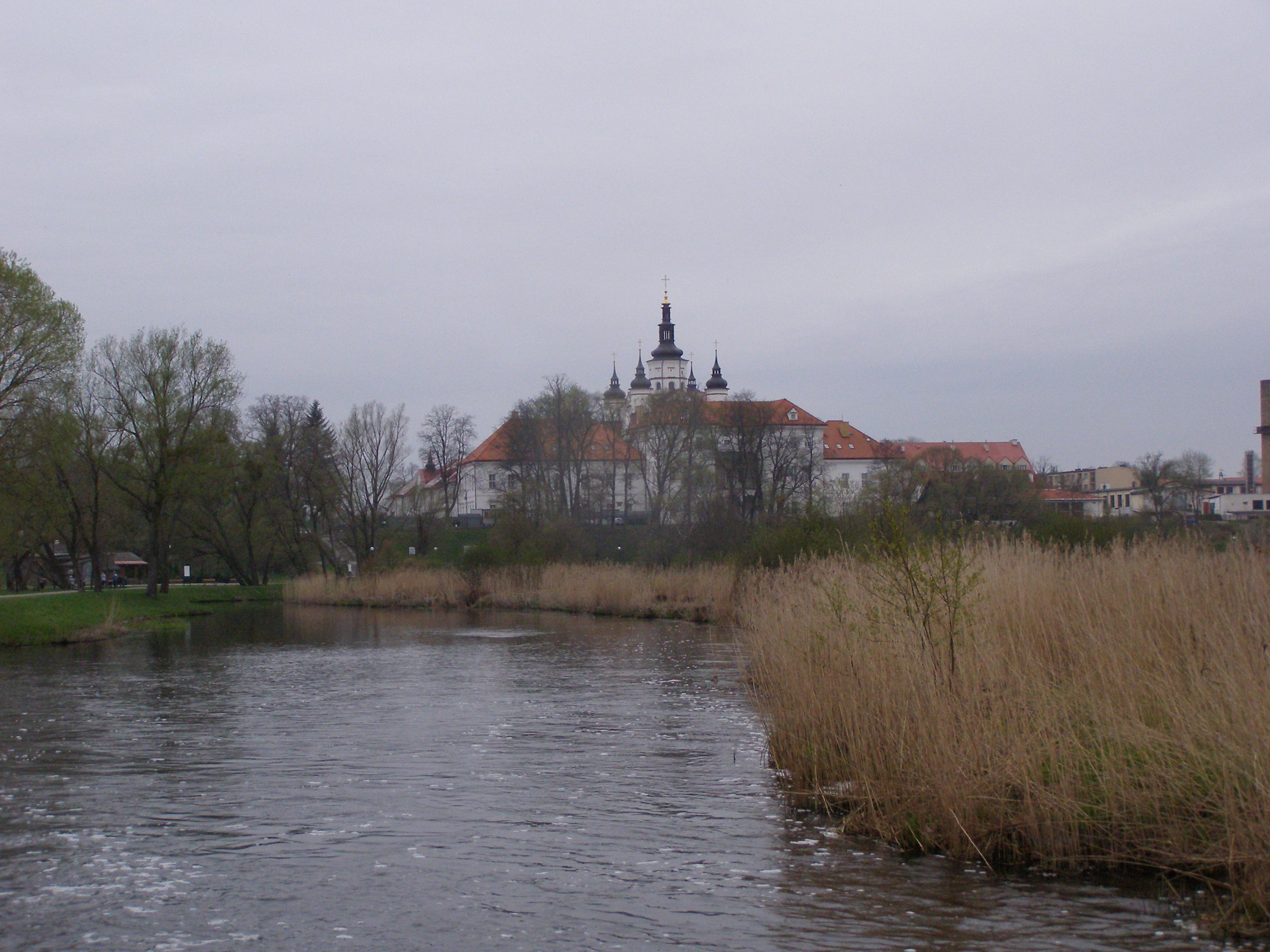
Zespół klasztorny w Supraślu pełniący rolę siedziby unickich metropolitów kijowskich

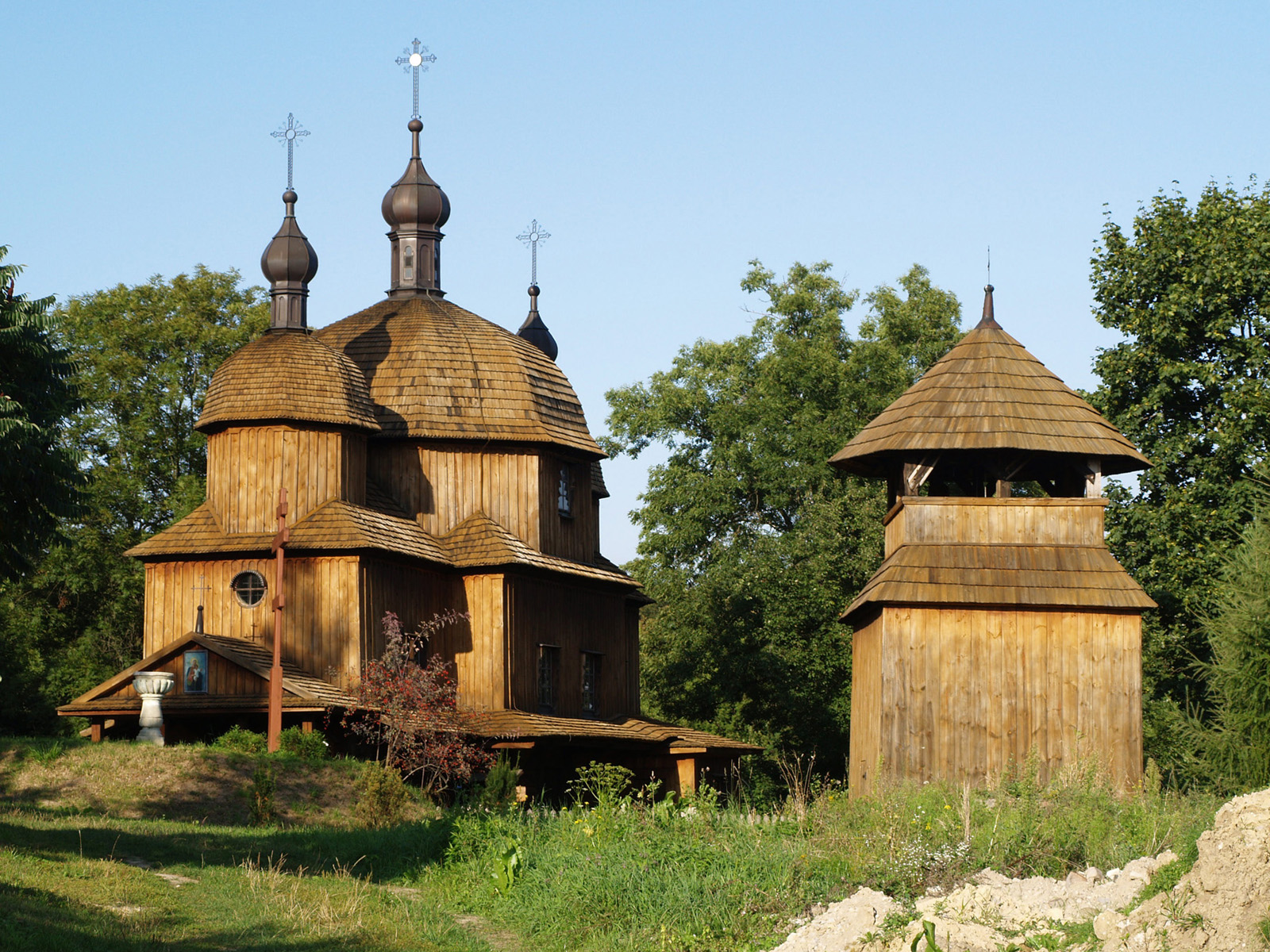
Cerkiew greckokatolicka z 1759 r. (z Tarnoszyna) w lubelskim skansenie

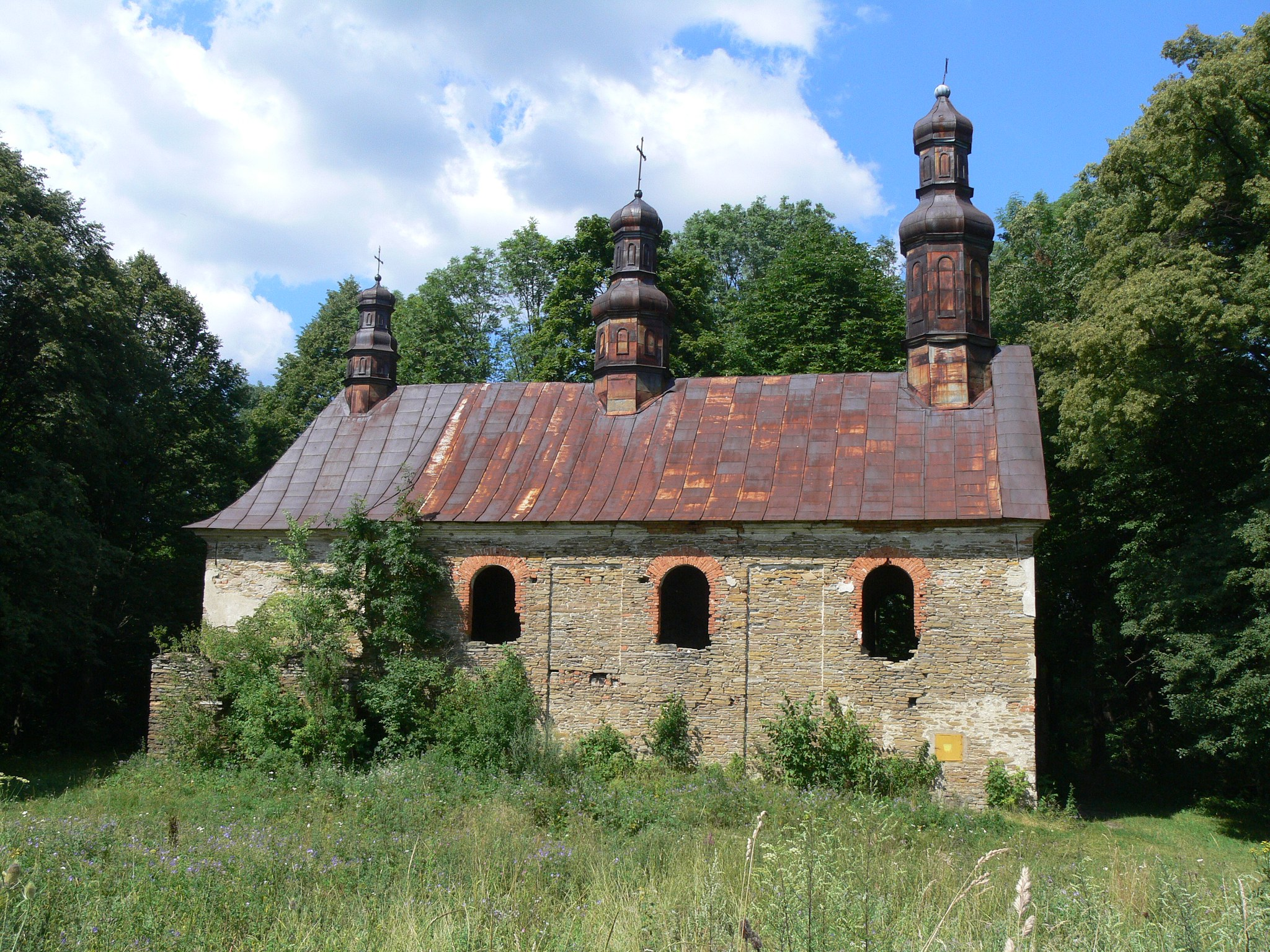
Opuszczona cerkiew w Króliku Wołoskim

W 988 książę Rusi Kijowskiej Włodzimierz I Wielki przyjął chrzest w obrządku wschodnim z rąk patriarchy Konstantynopola, co oznaczało wejście Rusi w krąg chrześcijaństwa bizantyjskiego.
Po wielkiej schizmie wschodniej w 1054 r. Kościół ruski formalnie dalej podlegał patriarsze Konstantynopola. Pomimo nieuznania papieża jako swojego zwierzchnika, Kościół ruski oficjalnie nie zerwał komunii (jedności) z Rzymem aż do XIII w. Nie zważając na fakt, że obie strony – Rzym i Konstantynopol – obłożyły się wzajemnie ekskomuniką, delegaci Kościoła ruskiego uczestniczyli w soborach w Lyonie (1245 i 1274) oraz w Konstancji (1414–1417). W końcu jednak ruska Cerkiew porozumiała się z patriarchą Konstantynopola i odeszła od komunii z Kościołem rzymskim. Ruscy hierarchowie aktywnie uczestniczyli w pracach nad unią florencką, nie wysłali jednak delegatów na sobór w Trydencie.
W 1299 r. podczas wojny pomiędzy chanami złotoordyjskimi Toktą i Nogajem metropolita kijowski Maksym przeniósł swą siedzibę ze zniszczonego Kijowa do Włodzimierza nad Klaźmą. W 1325 r. metropolita Wszechrusi Piotr przeniósł swą siedzibę z Włodzimierza nad Klaźmą do Moskwy. W wyniku zaistniałej sytuacji książęta halicko-wołyńscy rozpoczęli starania o utworzenie nowej, drugiej metropolii na Rusi z siedzibą w Kijowie, na co patriarcha Konstantynopola wyraził zgodę.
W 1448 roku metropolia moskiewska uzyskała niezależność od patriarchatu konstantynopolitańskiego (status autokefalii), a metropolita Jonasz tytuł Metropolity Moskwy i Wszechrusi. Działo się to zaledwie na 5 lat przed upadkiem Konstantynopola, toteż Moskwa zaczęła być postrzegana jako sukcesorka jego tradycji, co zrodziło pojęcie Trzeciego Rzymu. W 1589 roku metropolita Hiob stał się pierwszym patriarchą Moskwy i Wszechrusi. Odtąd Rosyjski Kościół Prawosławny zajmuje piąte miejsce w dyptychu Kościołów prawosławnych, tuż po czterech patriarchatach starożytnych. W ciągu następnych lat wraz z osłabianiem się potęgi domu carskiego patriarchowie (zwłaszcza Hermogen i Filaret) stali się wpływowymi figurami w państwie.

### Unia brzeska
Ruscy hierarchowie ponawiali próby przywrócenia jedności z Rzymem i w 1596 r. zawarli unię brzeską. Na jej mocy Cerkiew prawosławna na terytorium Rzeczypospolitej Obojga Narodów przyjęła zwierzchnictwo papieża, zachowując jednak własną strukturę administracyjną oraz wschodnią liturgię. Oficjalne przyjęcie Kościoła ruskiego do wspólnoty z Rzymem nastąpiło 23 grudnia 1595 r.
Dwóch prawosławnych hierarchów z terenów Rzeczypospolitej odrzuciło unię, pozostając pod zwierzchnictwem patriarchy Konstantynopola.
Pierwszy synod Katolickiego Kościoła Ruskiego odbył się w 1626. Następne planowane (a nawet zwoływane) w 1647, oraz w 1683-1684 nie doszły do skutku, chociaż formalnie miały odbywać się co 4 lata.
W 1686 r. Cerkiew prawosławna w Rzeczypospolitej została podporządkowana patriarchatowi moskiewskiemu.
Diecezje położone w późniejszej Galicji, czyli na obszarze największej współcześnie aktywności ukraińskiej Cerkwi greckokatolickiej, przystąpiły do unii z Rzymem stosunkowo późno – diecezja przemyska w 1692, diecezja lwowska w 1700. Do końca XVIII wieku ponad dwie trzecie mieszkańców tych ziem stało się grekokatolikami. Po przyłączeniu się wymienionych diecezji struktura organizacyjna kościoła wyglądała następująco: metropolia kijowska, archidiecezja połocka, oraz 6 eparchii: pińsko-turowska, włodzimiersko-brzeska, chełmsko-bełska, łucko-ostrogska, lwowsko-halicko-kamieniecka i przemysko-samborska.
Drugim synodem kościoła unickiego był synod zamojski, zwołany w 1720 r.
Diecezje unickie dzieliły się na parafie, dekanaty i oficjalaty. Diecezje unickie były znacznie większe od rzymskokatolickich, przeciętnie liczyły ponad 60 tysięcy km². Archidiecezja kijowska zajmowała ok. 50% ogólnej powierzchni diecezji unickich, a wraz z archidiecezją połocką prawie 70%. W XVII i XVIII wieku nastąpił żywiołowy rozwój sieci parafialnej. Miały na to wpływ między innymi finanse – fundacja cerkwi była przedsięwzięciem dużo tańszym od fundacji kościoła rzymskokatolickiego. Początkowo fundacje odbywały się poza kontrolą biskupów. Dopiero w XVIII wieku biskupi zaczęli dbać o równomierne rozłożenie parafii i odpowiednie zabezpieczenie materialne proboszczów.

## Kwestia kontynuacji
Po III rozbiorze część diecezji i duchowieństwa unickiego działała nadal w ramach państw zaborczych, które prowadziły odmienną politykę wobec Kościoła unickiego.
W zaborze pruskim dla unitów mieszkających w Prusach Nowowschodnich utworzono krótko działającą diecezję supraską (1797–1809), która została zlikwidowana po wcieleniu obwodu białostockiego do Rosji.
Obszar, gdzie Kościół unicki rozwijał się najsilniej, znalazł się pod władzą prawosławnej Rosji, która w ramach zależnego od siebie Kościoła greckounickiego realizowała program likwidacji tej wspólnoty, czemu służyły kolejne reformy upodabniające liturgię i świątynie unickie do prawosławia rosyjskiego. Odbywało się to pod hasłem powrotu do tradycji bizantyjskich i ruskich, toteż władzom carskim i cerkiewnym udało się pozyskać wielu działaczy unickich nie tylko w Rosji, ale i w Galicji.
W 1834 r. rozpoczęła się likwidacja Cerkwi unickiej w diecezji litewskiej. Pod pretekstem odlatynizowania obrzędów cerkiewnych i wystroju świątyń zaprowadzano pod przymusem styl moskiewski, w tym wprowadzono księgi liturgiczne właściwe dla Rosyjskiej Cerkwi Prawosławnej. Ostatecznie dzieje Kościoła unickiego pod władzą Rosji zakończyły: synod połocki w  1839 r. (zniesienie unii na Ziemiach Zabranych) i likwidacja diecezji chełmskiej (ostatniej unickiej administratury pod władzą rosyjską) w 1875 r., skutkując długofalowym oddziaływaniem na  przymusowo nawróconą na prawosławie ludność unicką - w celu wykształcenia u niej ruskiej świadomości narodowej.
Kościół unicki wpłynął także na historyczne dziedzictwo prawosławia.
W monarchii Habsburgów znalazły się diecezje najbardziej oporne wobec postanowień synodu zamojskiego, które tutaj zaczęły funkcjonować obok innych wspólnot greckokatolickich.
Wraz z rozwojem ukraińskiej świadomości narodowej Kościół galicyjski zaczął nabierać cech Kościoła narodowego, z drugiej strony nasilały się dążenia do usunięcia elementów o genezie łacińskiej i wprowadzenia tradycji typowych dla Rosyjskiego Kościoła Prawosławnego.
Silny w Kościele galicyjskim nacjonalizm ukraiński powodował też reakcję w postaci konwersji części wiernych (na obrządek łaciński lub prawosławie – schizma tylawska) bądź tworzenia struktur autonomicznych jak Apostolska Administracja Łemkowszczyzny.
Dorobek Kościoła unickiego w I Rzeczypospolitej w zakresie tradycji liturgicznych został w dużej mierze zaprzepaszczony. Obecnie zazwyczaj za kontynuatora tego Kościoła uważa się Kościół katolicki obrządku bizantyjsko-ukraińskiego, najliczniejszy Kościół greckokatolicki, w którego strukturach znajdują się eparchie posiadające ciągłość tradycji (ale nie nieprzerwaną) z diecezjami unickimi: lwowską, przemyską (obecnie archieparchia przemysko-warszawska), kijowską (archieparchia kijowska utworzona w 1996 r.) oraz częściowo łucko-ostrogską (egzarchia łucka utworzona w 2008 r.).
W przypadku powyższych jednostek administracyjnych serwis internetowy catholic-hierarchy.org traktuje diecezje i biskupów z czasów Rzeczypospolitej jak komponenty Kościoła katolickiego obrządku bizantyjsko-ukraińskiego, natomiast diecezje nieposiadające współczesnych greckokatolickich kontynuacji: (chełmska, pińsko-turowska, połocka, włodzimiersko-brzeska), ale także archidiecezja kijowska i łucko-ostrogska były do pewnego czasu uznawane za jednostki administracyjne Cerkwi rusińskiej, co należy uznać raczej za nieporozumienie, choć i ten Kościół ma pewne prawa do powoływania się na tradycje Kościoła unickiego w Rzeczypospolitej: (sukcesja apostolska, dążenia metropolitów kijowskich do objęcia swoją jurysdykcją grekokatolików na siedmiogrodzkim, a później habsburskim Zakarpaciu, ruskie pochodzenie części wiernych. Obecnie wszystkie wymienione struktury zawierają określenia: Ukrainian („Ukraińska”) oraz Sometimes called Ruthenian („Niekiedy nazywana Rusińską”).
Z kolei na Białorusi za kontynuację Kościoła unickiego (rozwijającego się przecież szczególnie na dzisiejszych ziemiach białoruskich) uważa się przede wszystkim Białoruską Cerkiew Greckokatolicką. Kościół ten po likwidacji przez rosyjskie władze zaborcze odrodził się w okresie neounii w dwudziestoleciu międzywojennym, jednak z zachowaniem tradycji prawosławia rosyjskiego. Ponadto nie jest on zbyt liczny i nie ma rozbudowanych struktur.
Do tradycji Kościoła unickiego odwołują się także diecezje rzymskokatolickie działające na obszarze niegdyś licznie zamieszkanym przez unitów, a zwłaszcza diecezja siedlecka, na której obecnym terytorium doszło najpierw do licznych aktów oporu (np. w Pratulinie i Drelowie) przeciw likwidacji unii brzeskiej, a następnie do masowych konwersji na katolicyzm rzymski po ukazie tolerancyjnym w 1905 r. (obrządek unicki nie został odtworzony w zaborze rosyjskim).
Ordynariusz tej diecezji jest także delegatem apostolskim dla Kościoła katolickiego obrządku bizantyjsko-słowiańskiego (neounickiego), który jednak powstał na podłożu prawosławia rosyjskiego, choć odwołuje się do tradycji unii brzeskiej.
Od drugiego zwierzchnika Kościoła unickiego w Rzeczypospolitej Obojga Narodów, Hipacego Pocieja zaczyna się katolicka linia sukcesji apostolskiej wiodąca do współczesnych biskupów i zwierzchników Kościołów greckokatolickich: chorwackiego, italoalbańskiego, macedońskiego, rumuńskiego, rusińskiego, słowackiego, ukraińskiego i węgierskiego.

## Galeria

Wybrane cerkwie unickie, będące obecnie kościołami rzymskokatolickimi:
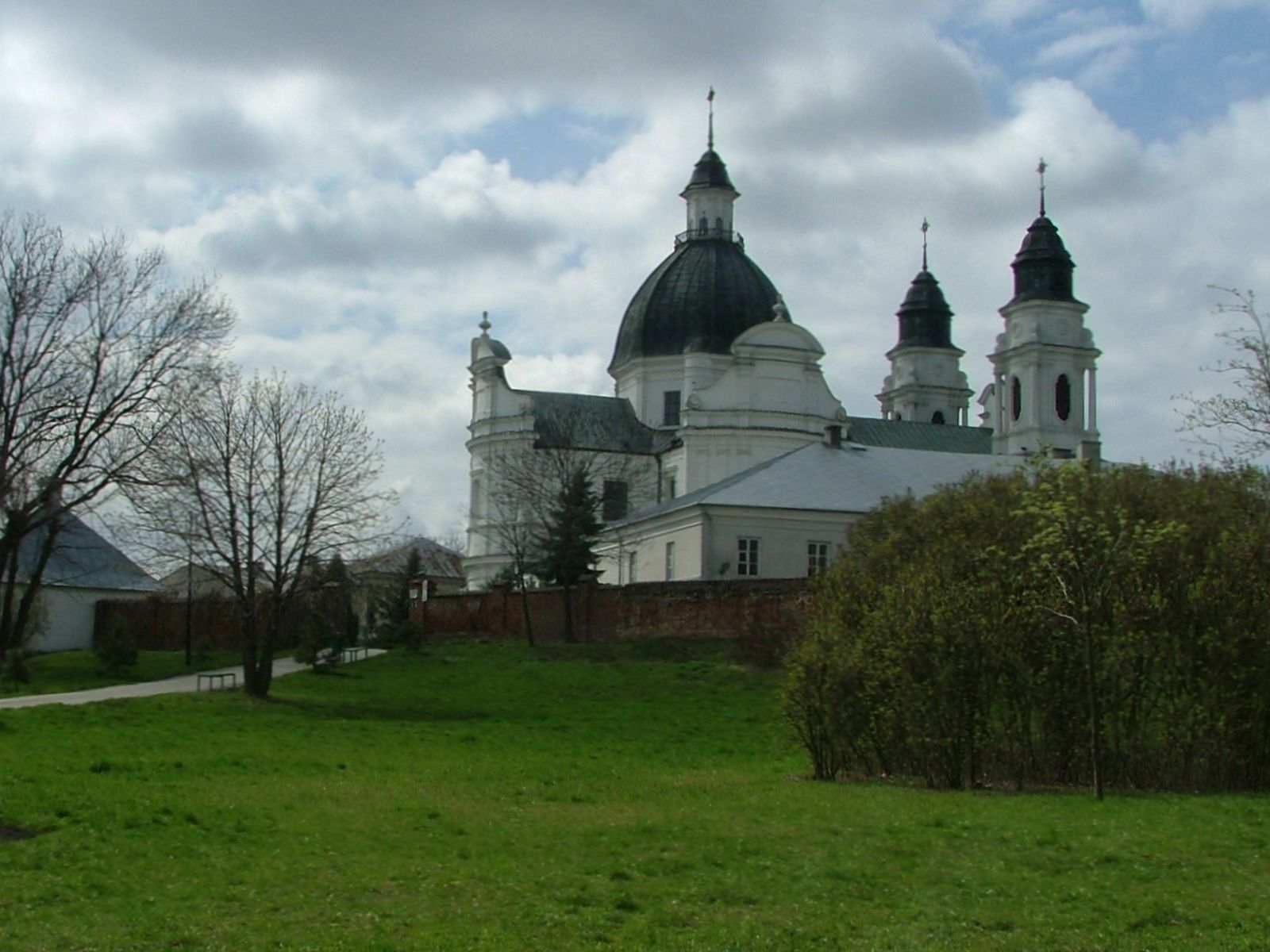
Bazylika w Chełmie
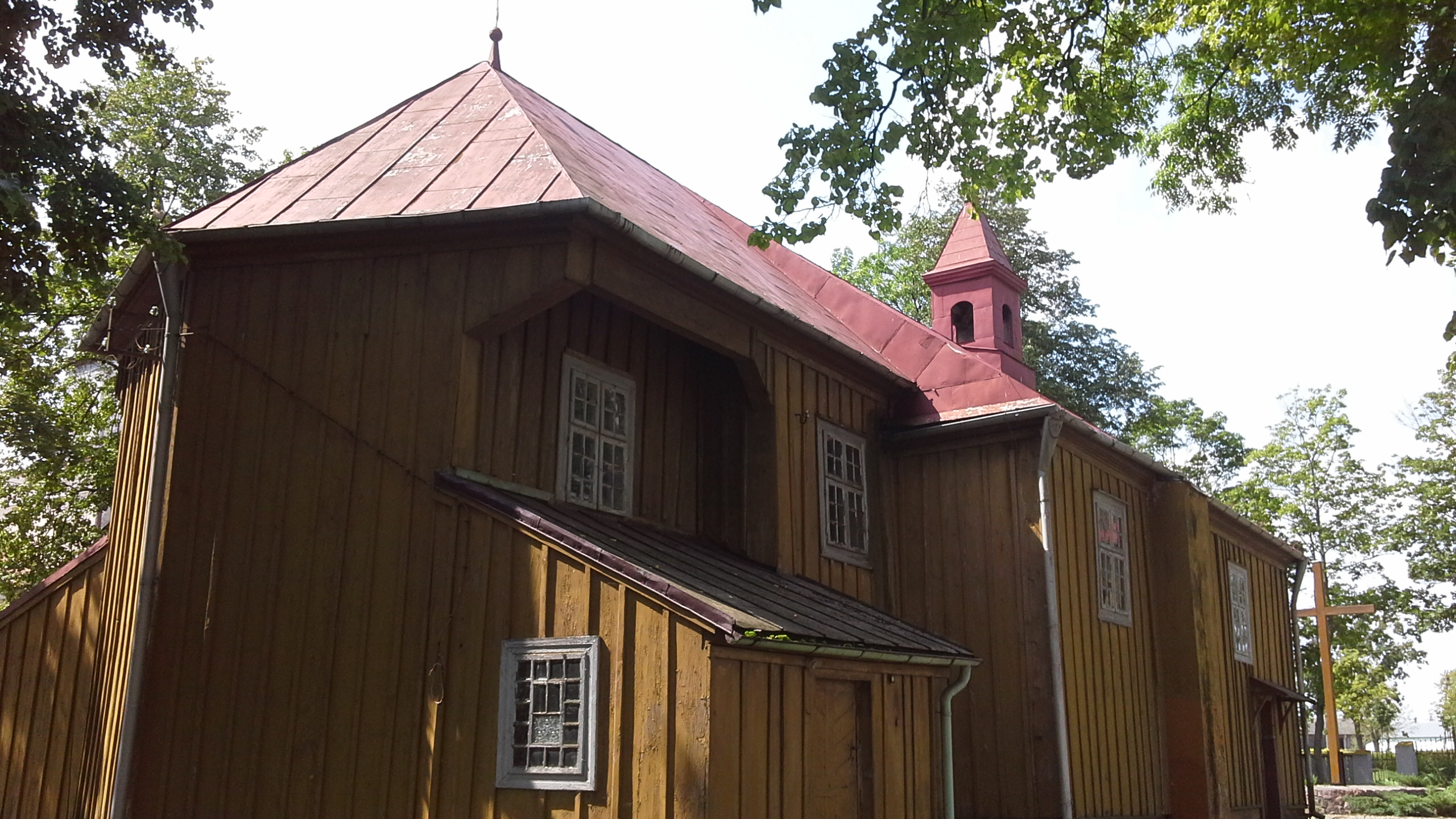
Kościół w Korycinach, dawna cerkiew w Grodzisku
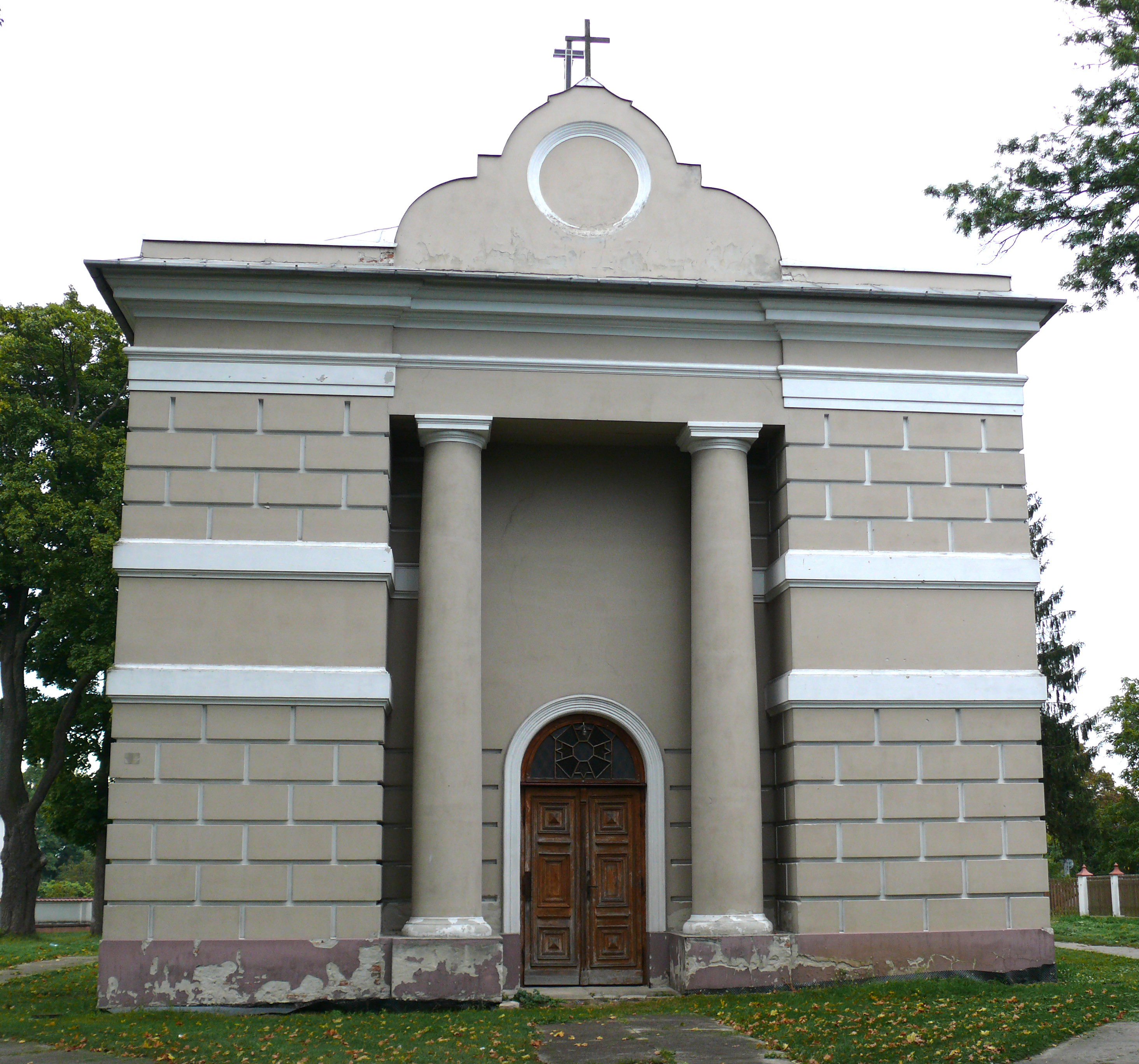
Kościół w Janowie Podlaskim
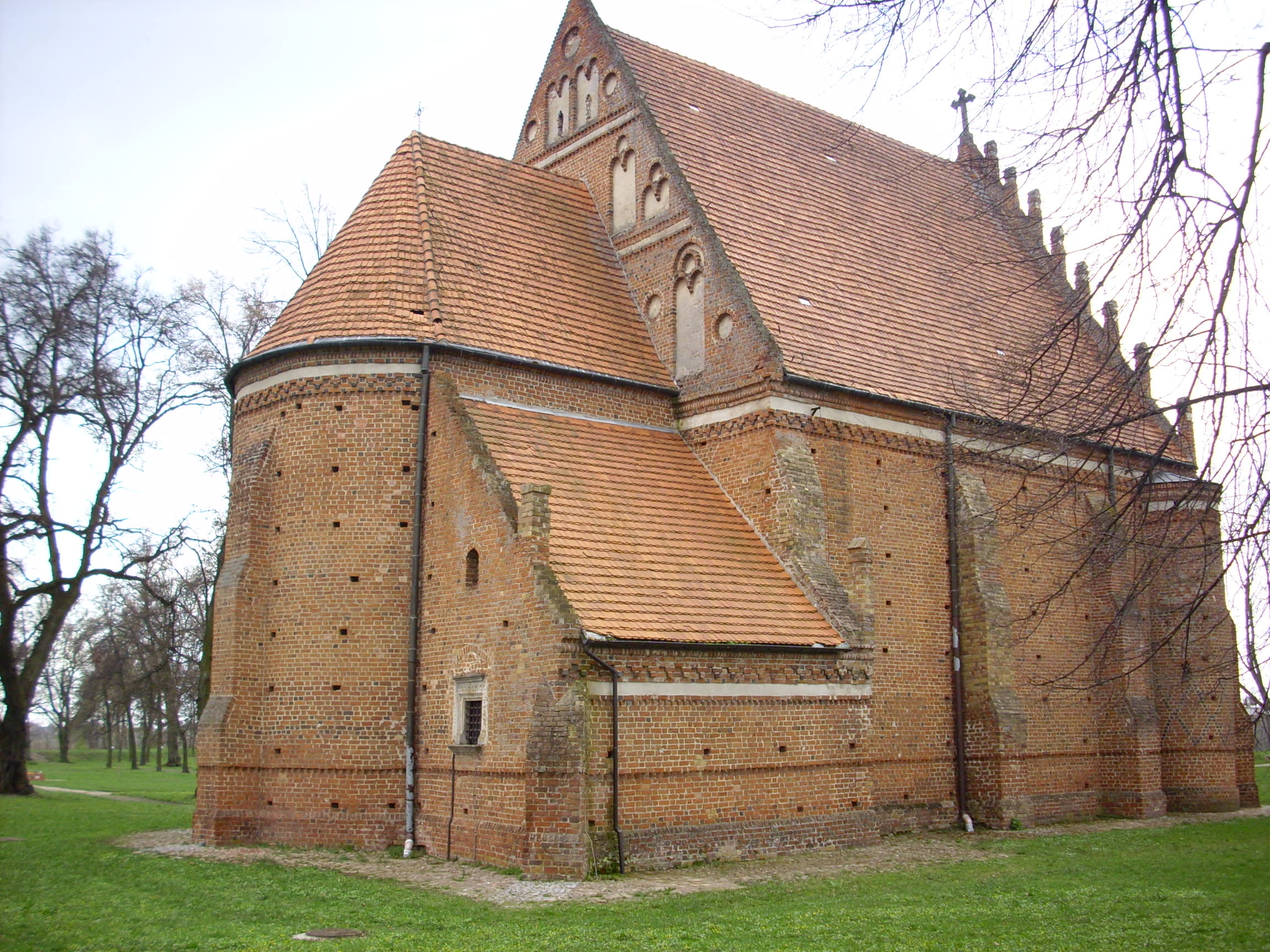
Kościół w Kodniu
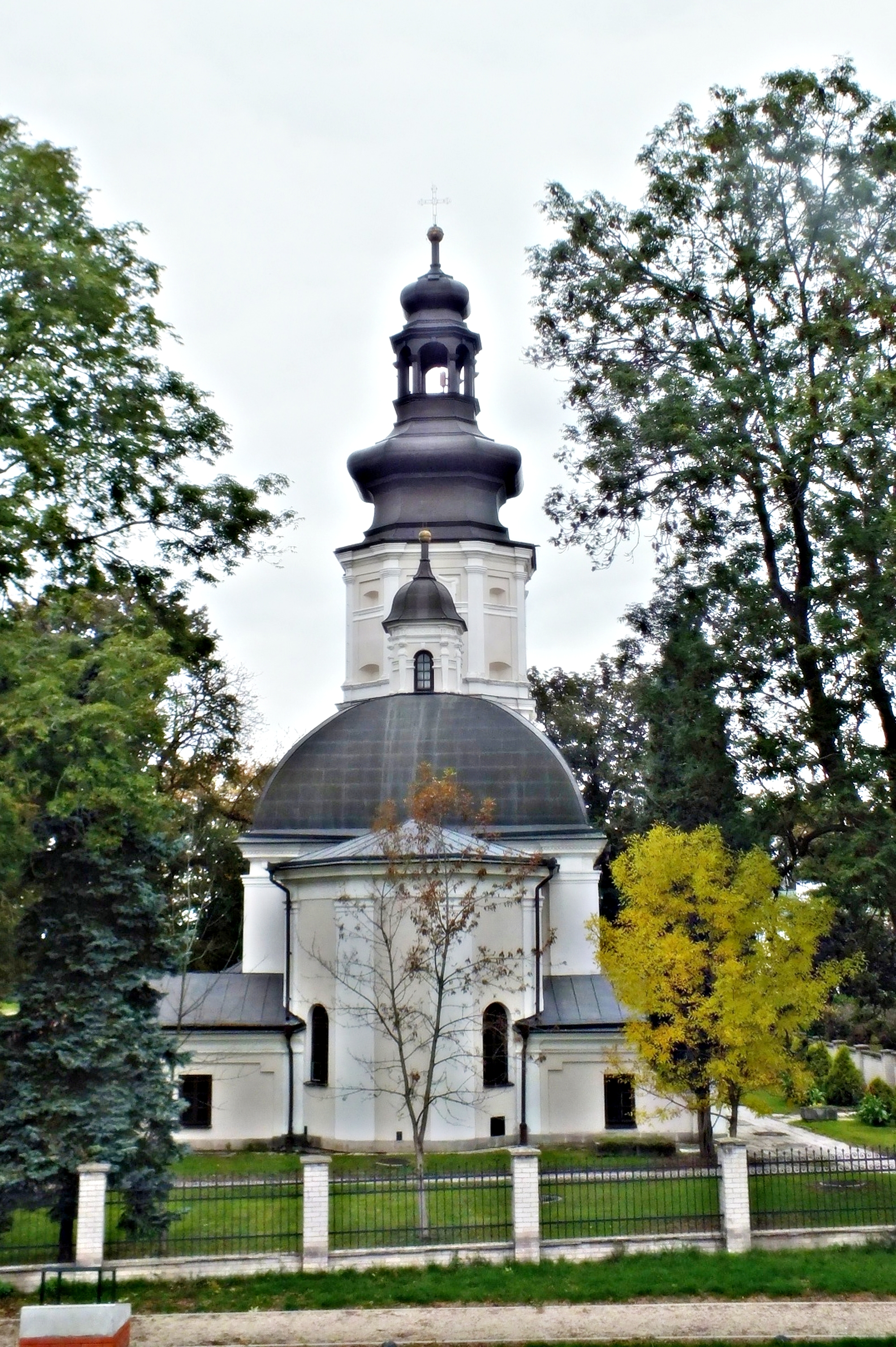
Kościół w Zamościu
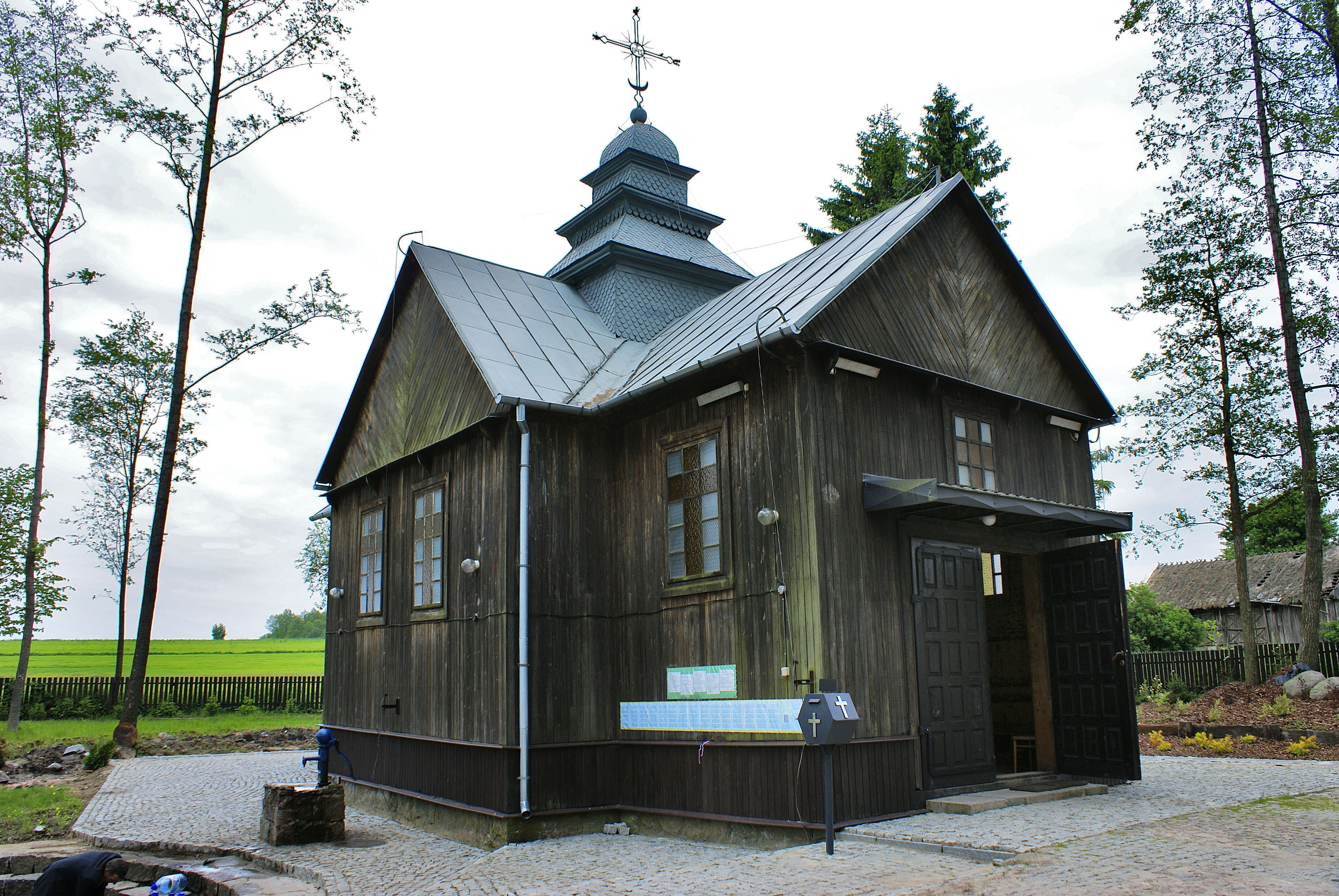
Kościół w Krynicy
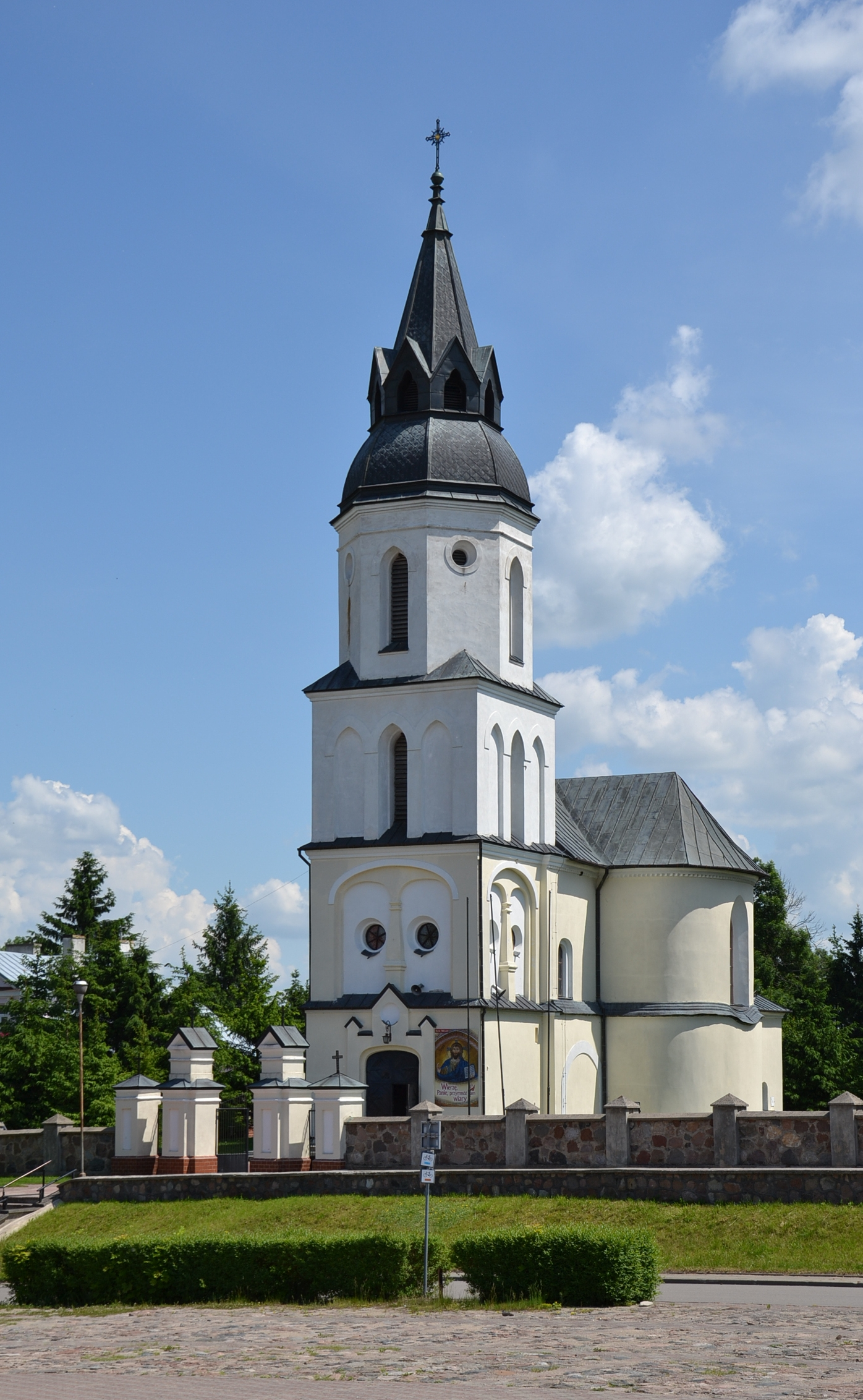
Kościół w Krasnymborze
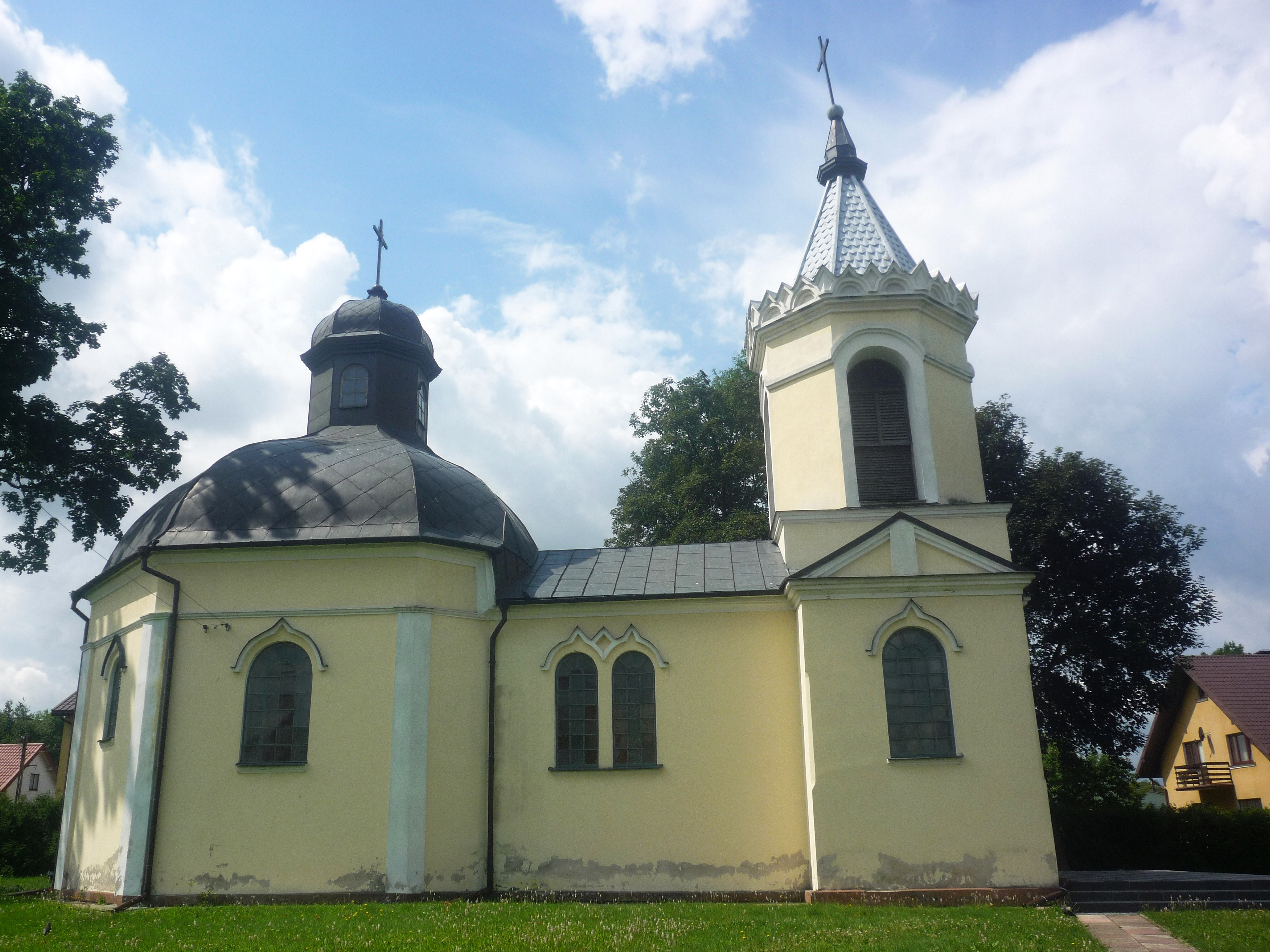
Kościół w Wysokiem Mazowieckiem
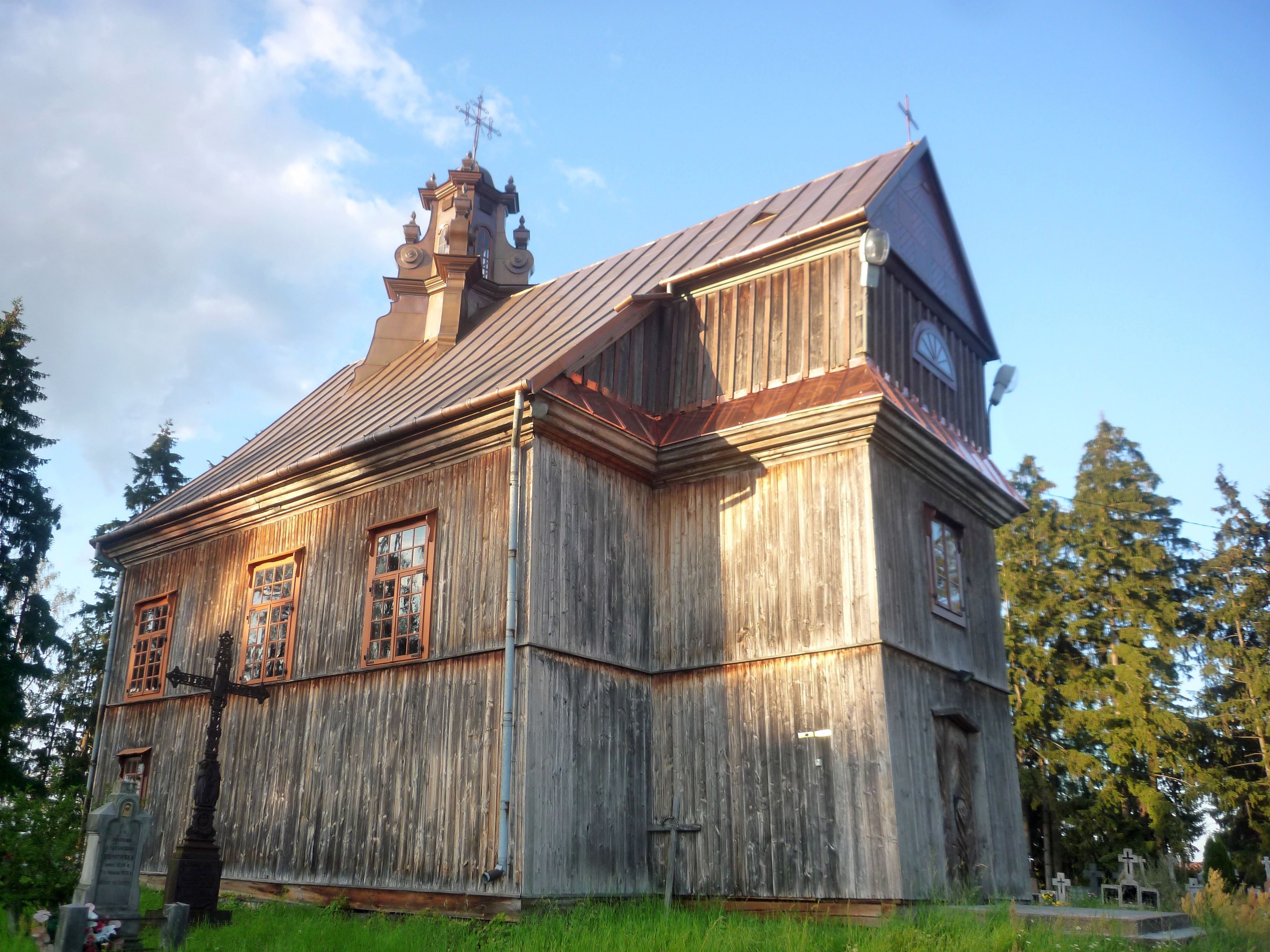
Kościół cmentarny w Sokołach, dawna cerkiew w Tykocinie
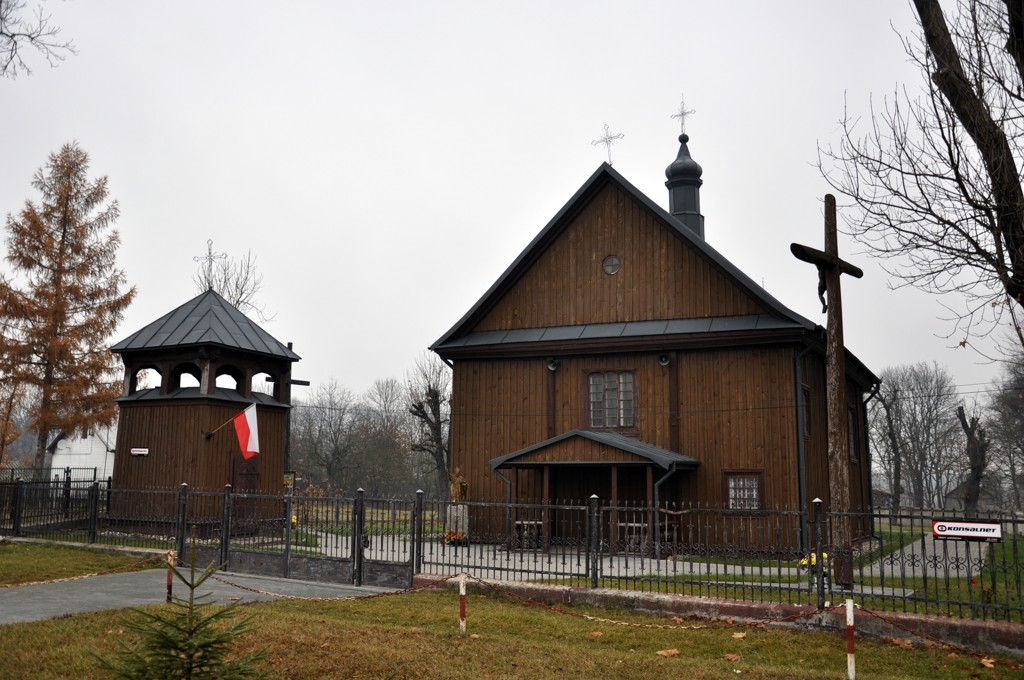
Kościół w Gródku
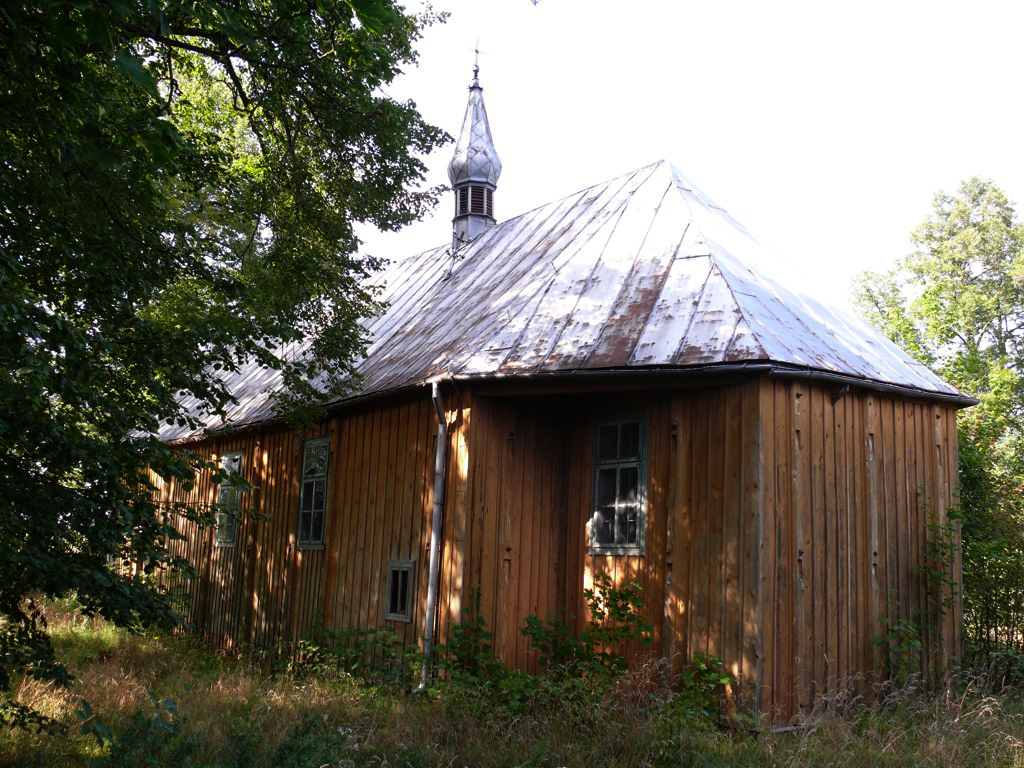
Kościół w Seroczynie
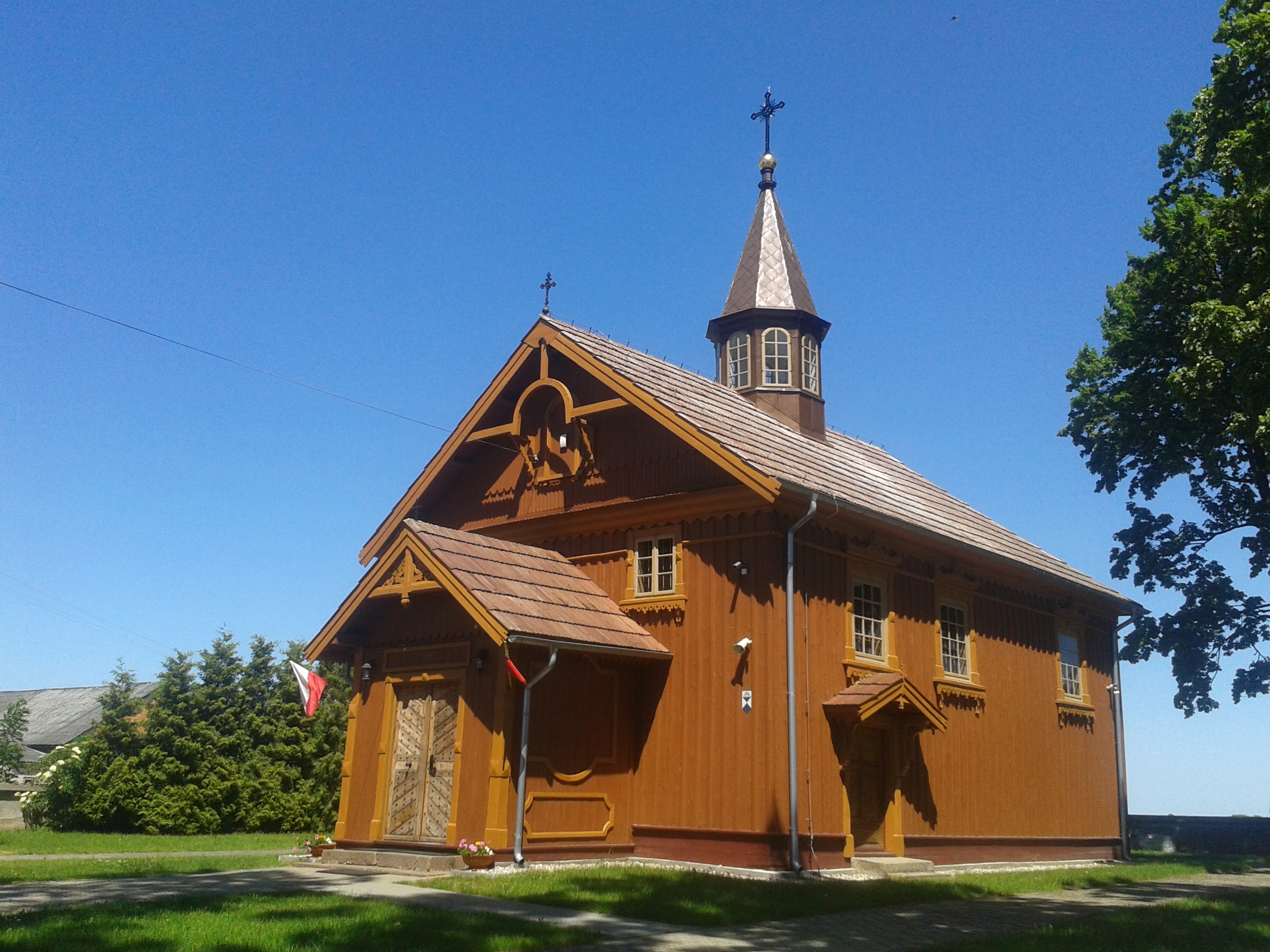
Kościół w Rogowie

Wybrane cerkwie unickie będące obecnie cerkwiami prawosławnymi:
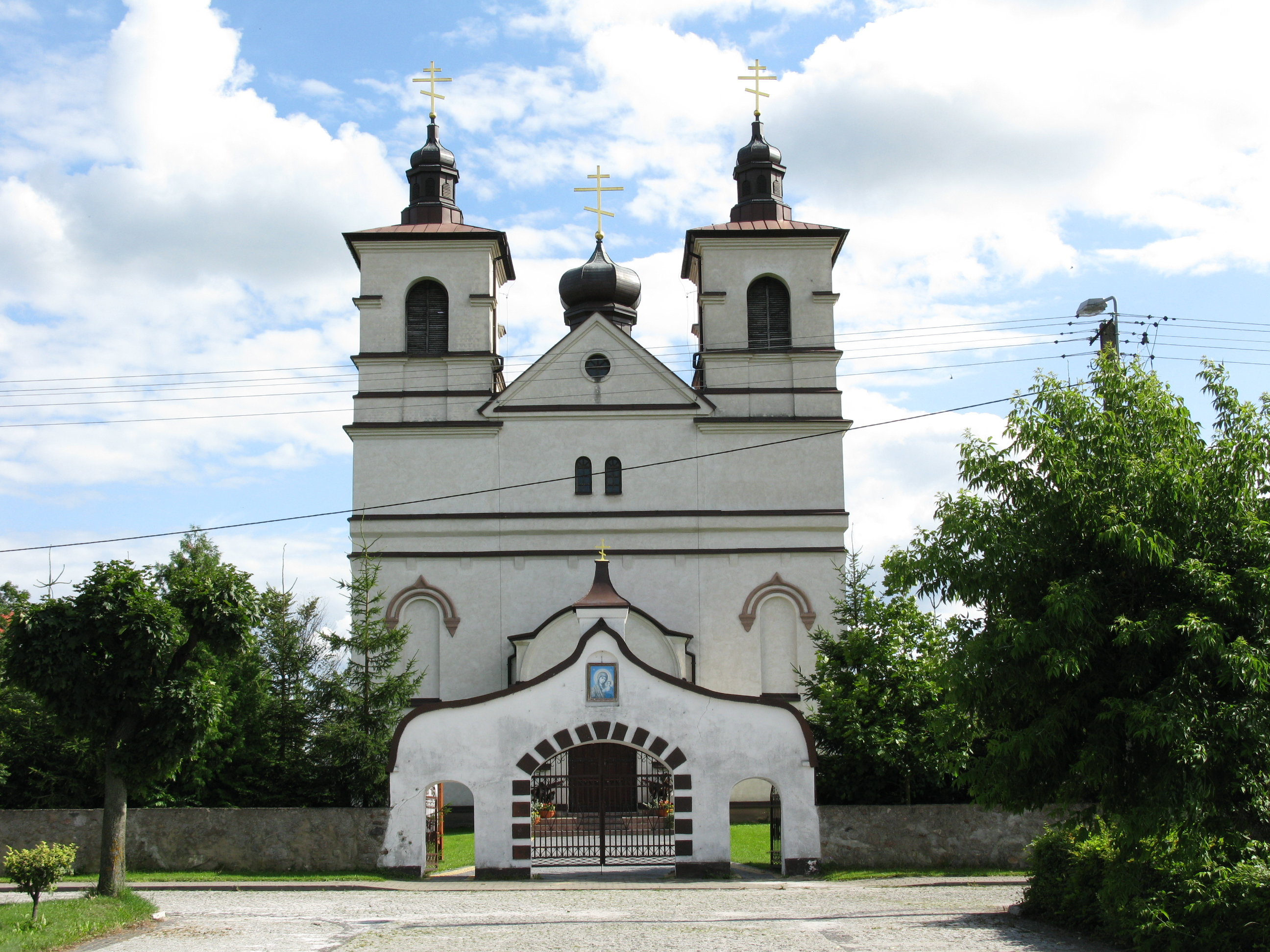
Cerkiew w Boćkach
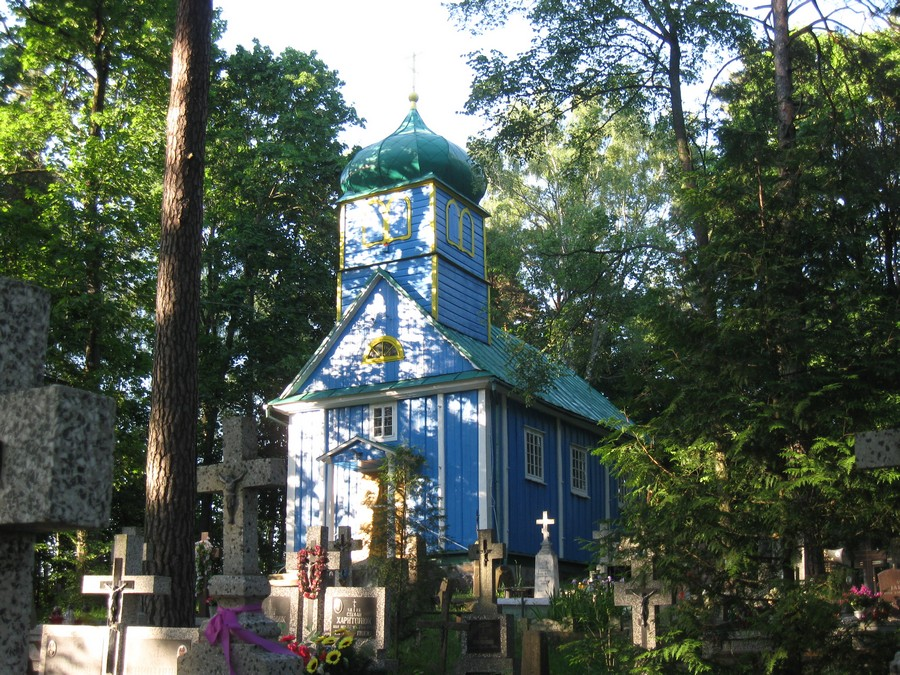
Cerkiew w Pawłach
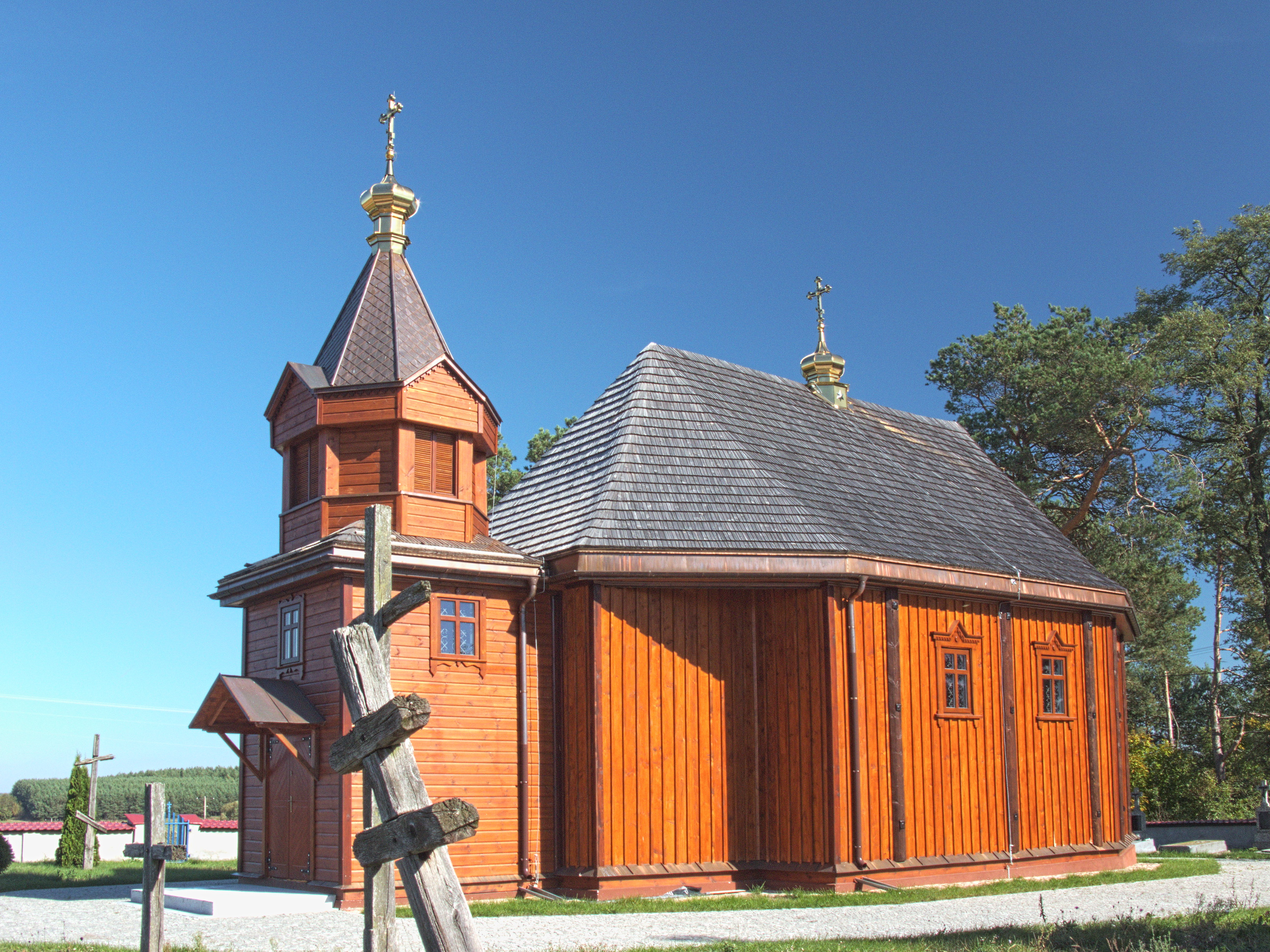
Cerkiew w Żurobicach
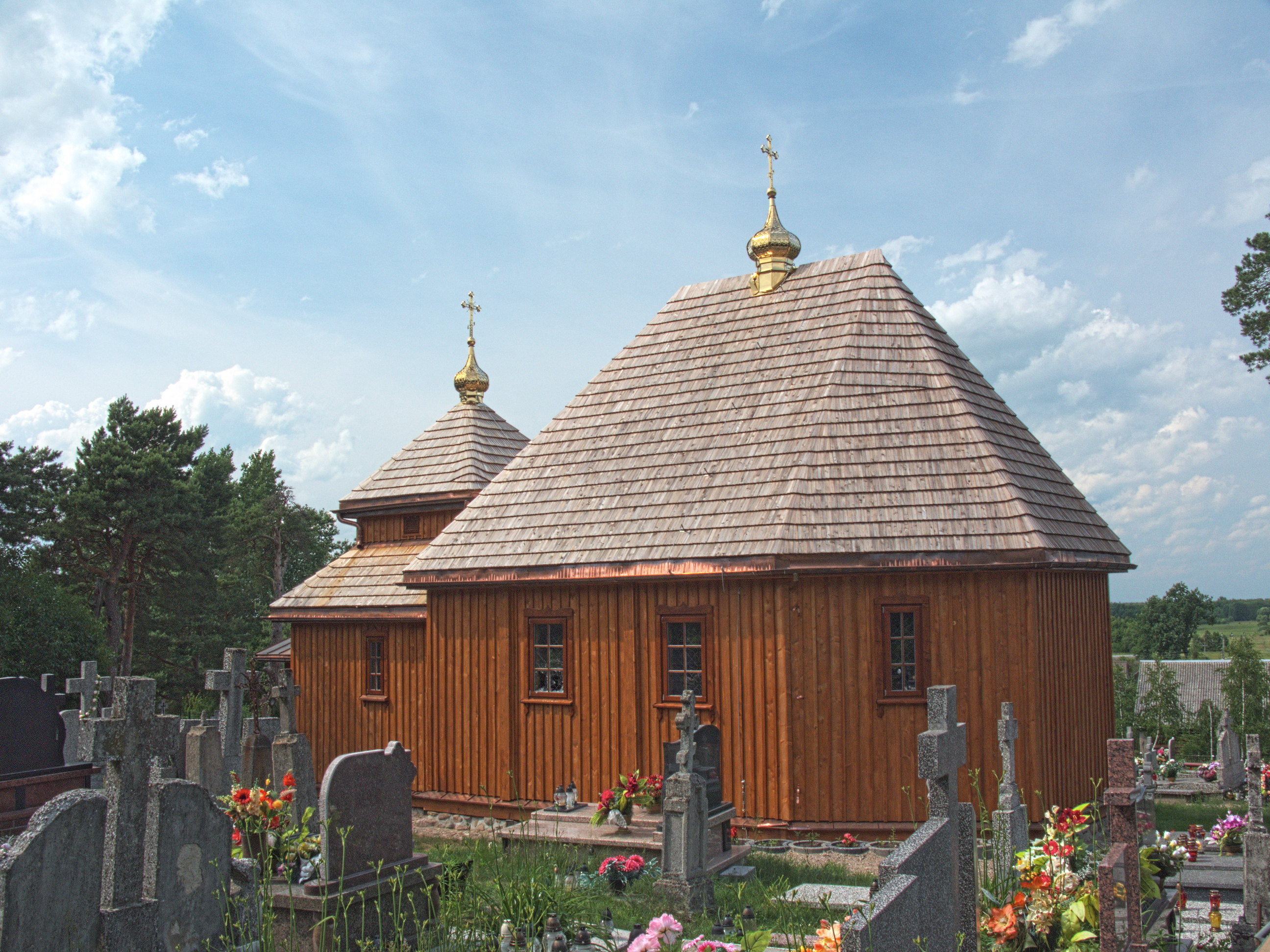
Cerkiew w Sobiatynie
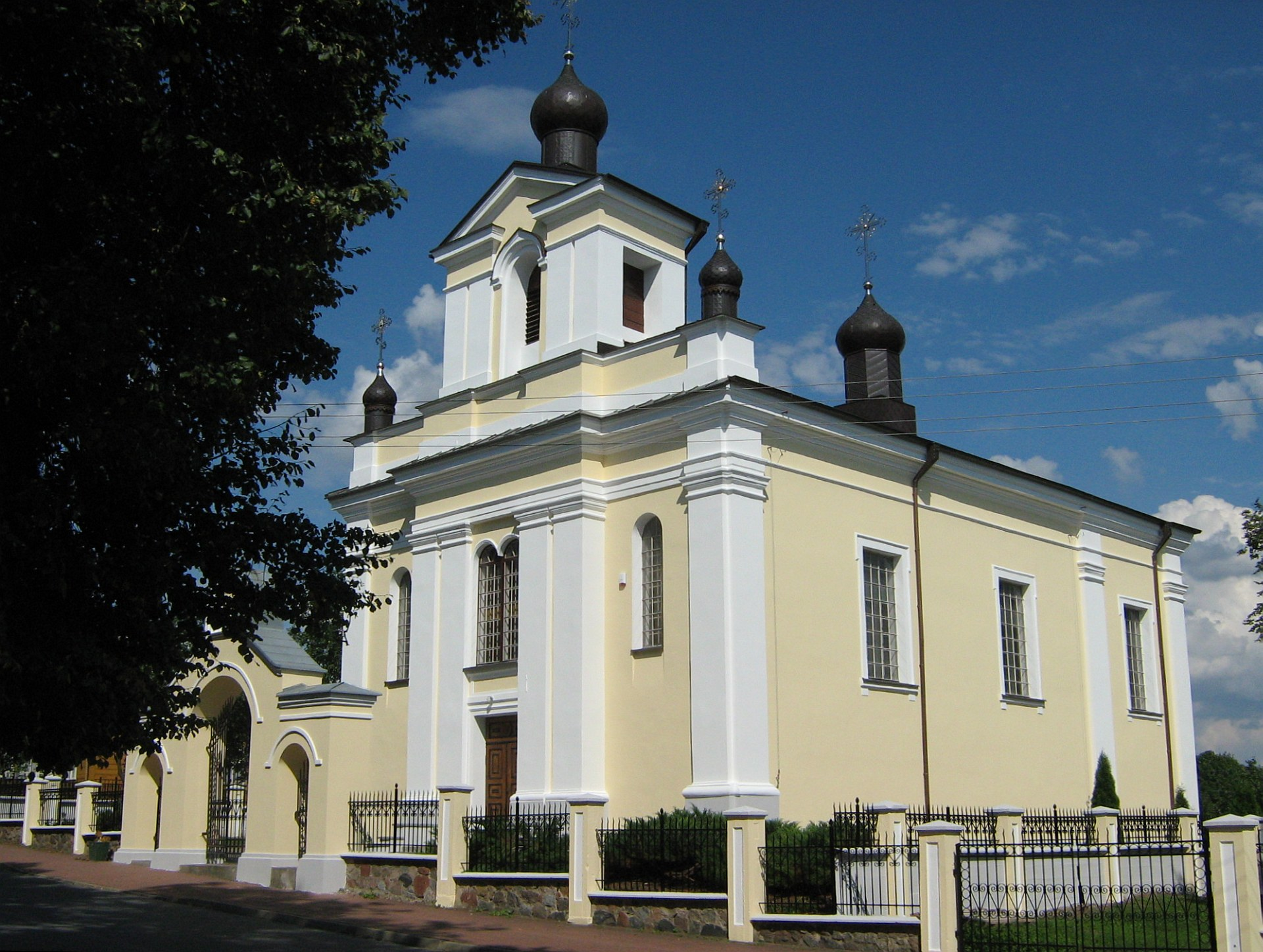
Cerkiew w Drohiczynie
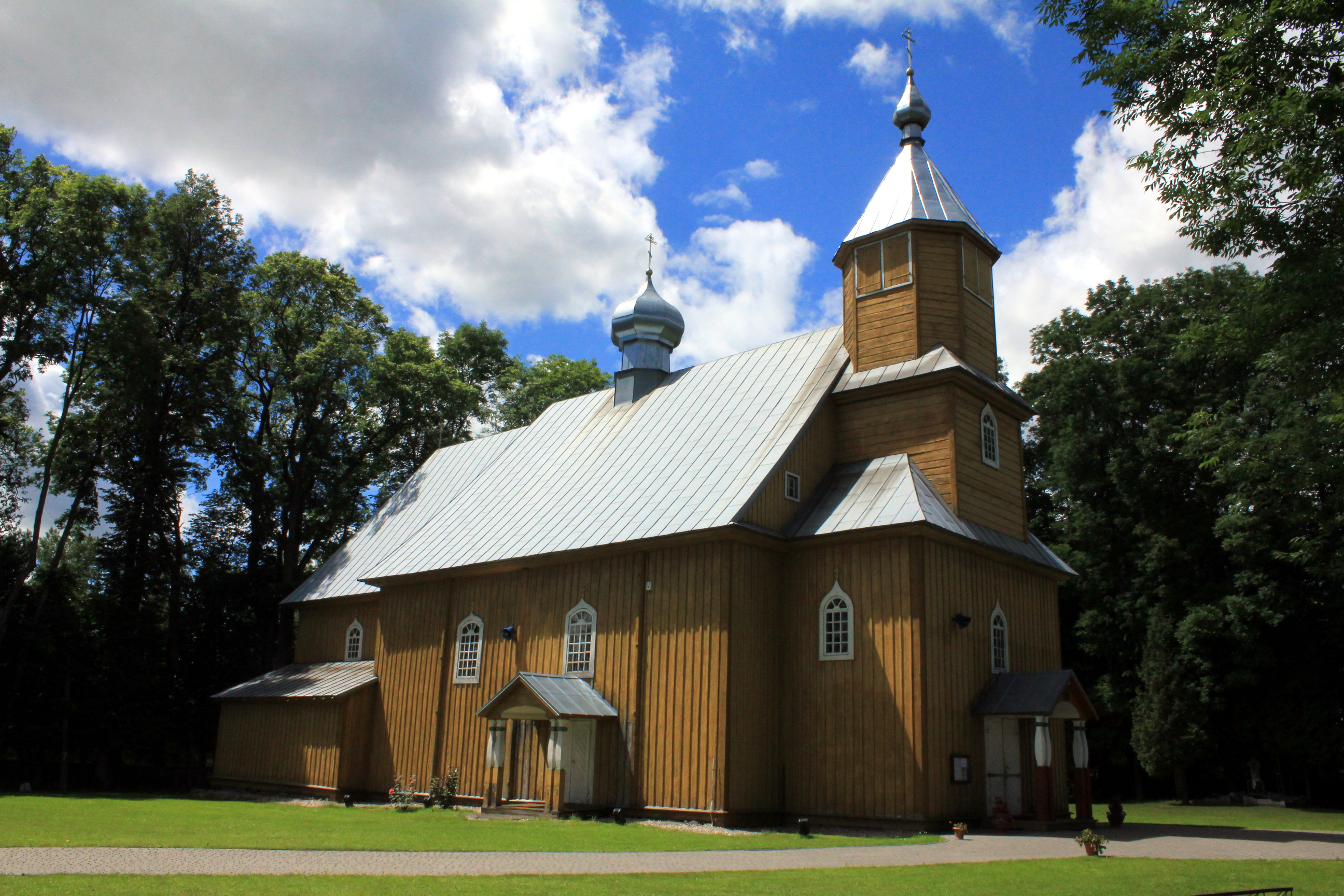
Cerkiew w Nowoberezowie
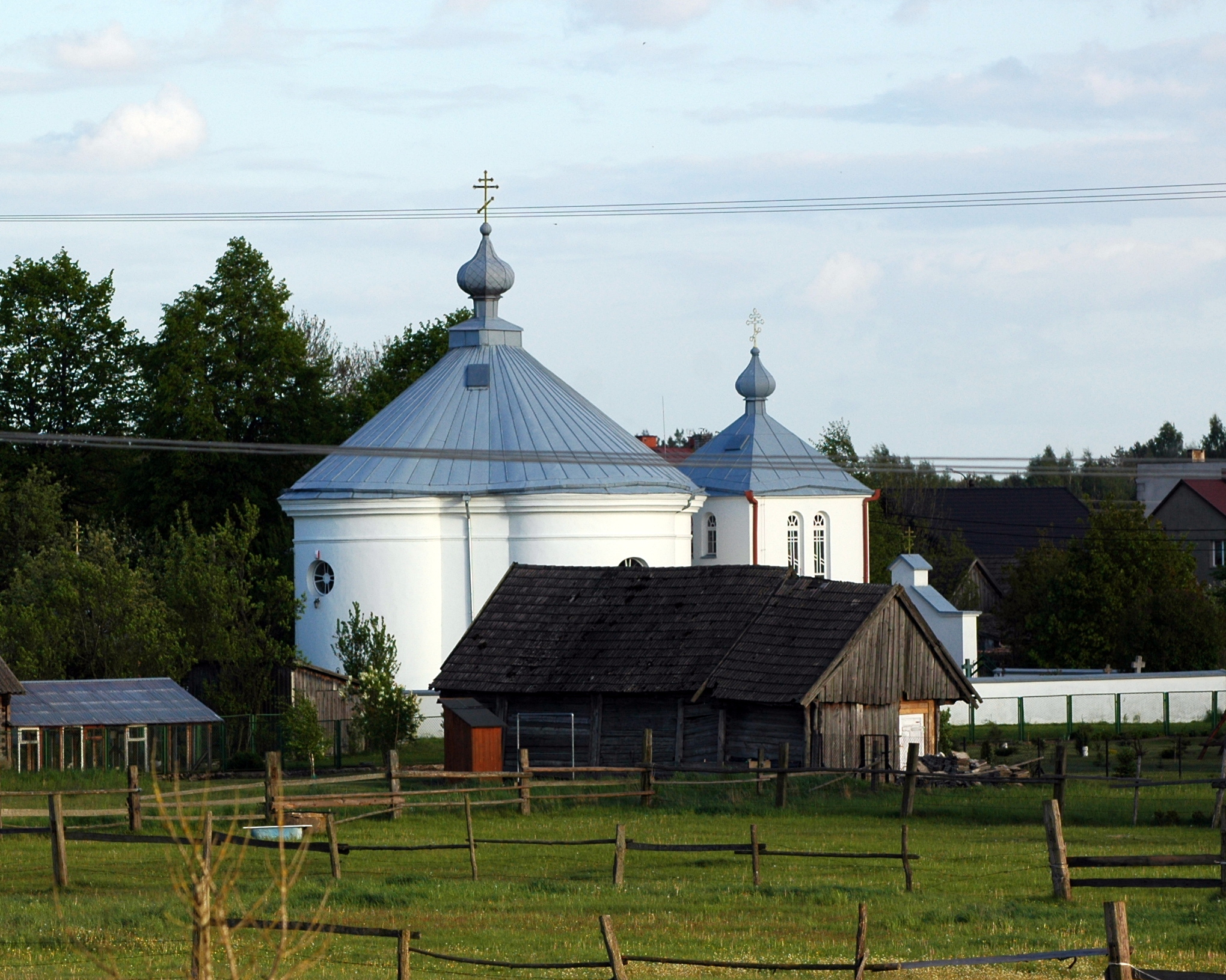
Cerkiew w Siemianówce
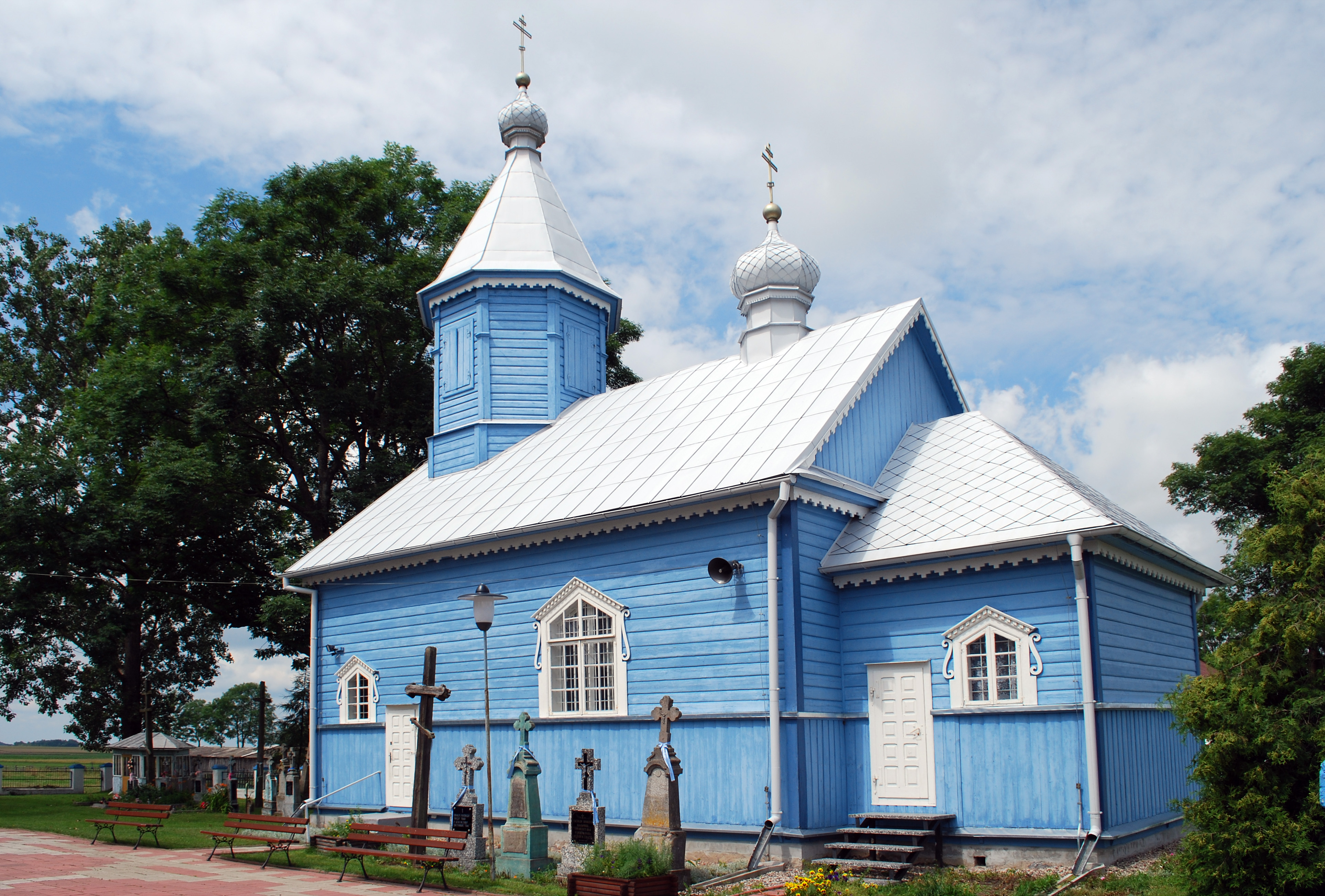
Cerkiew filialna w Starym Korninie
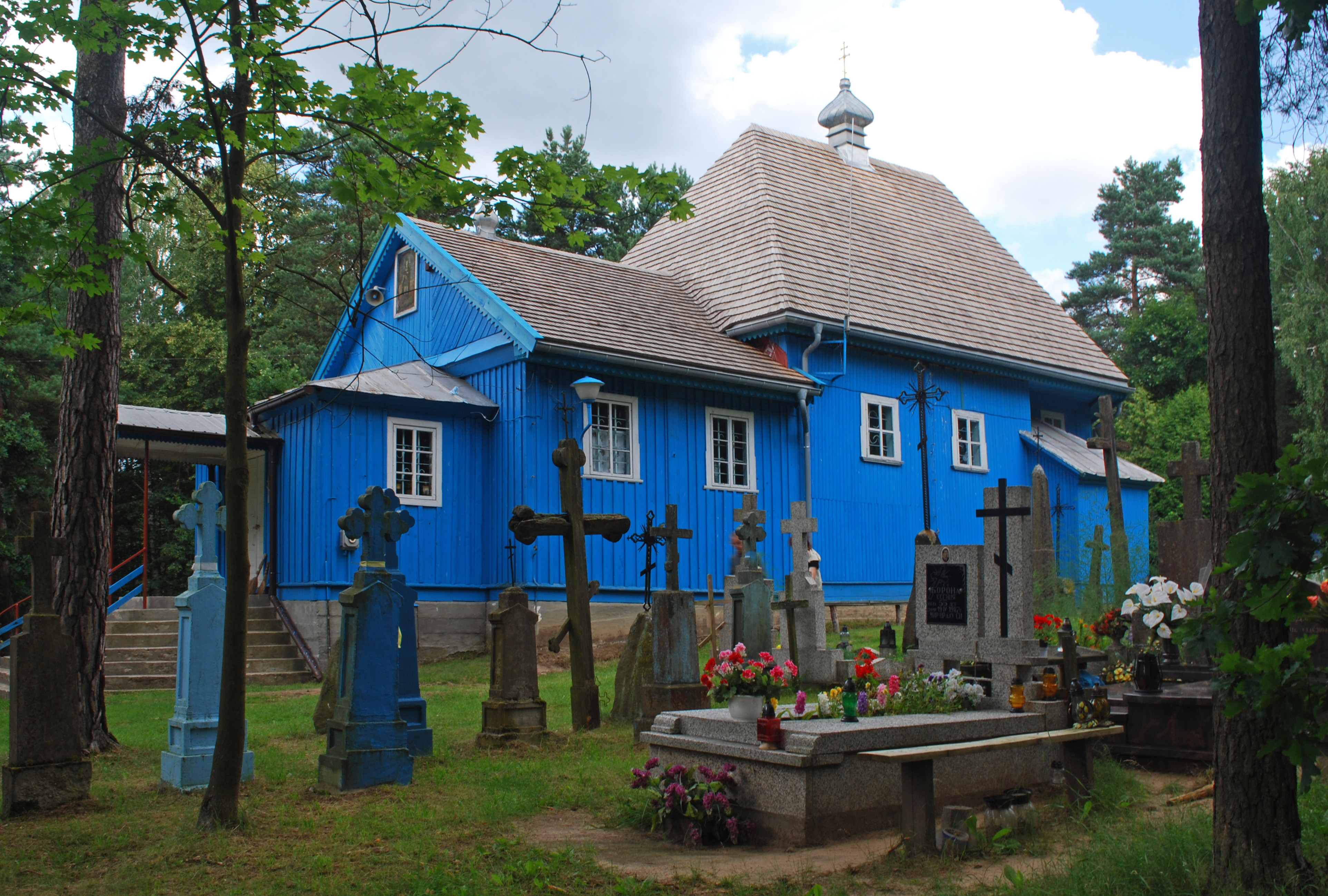
Cerkiew w Sakach
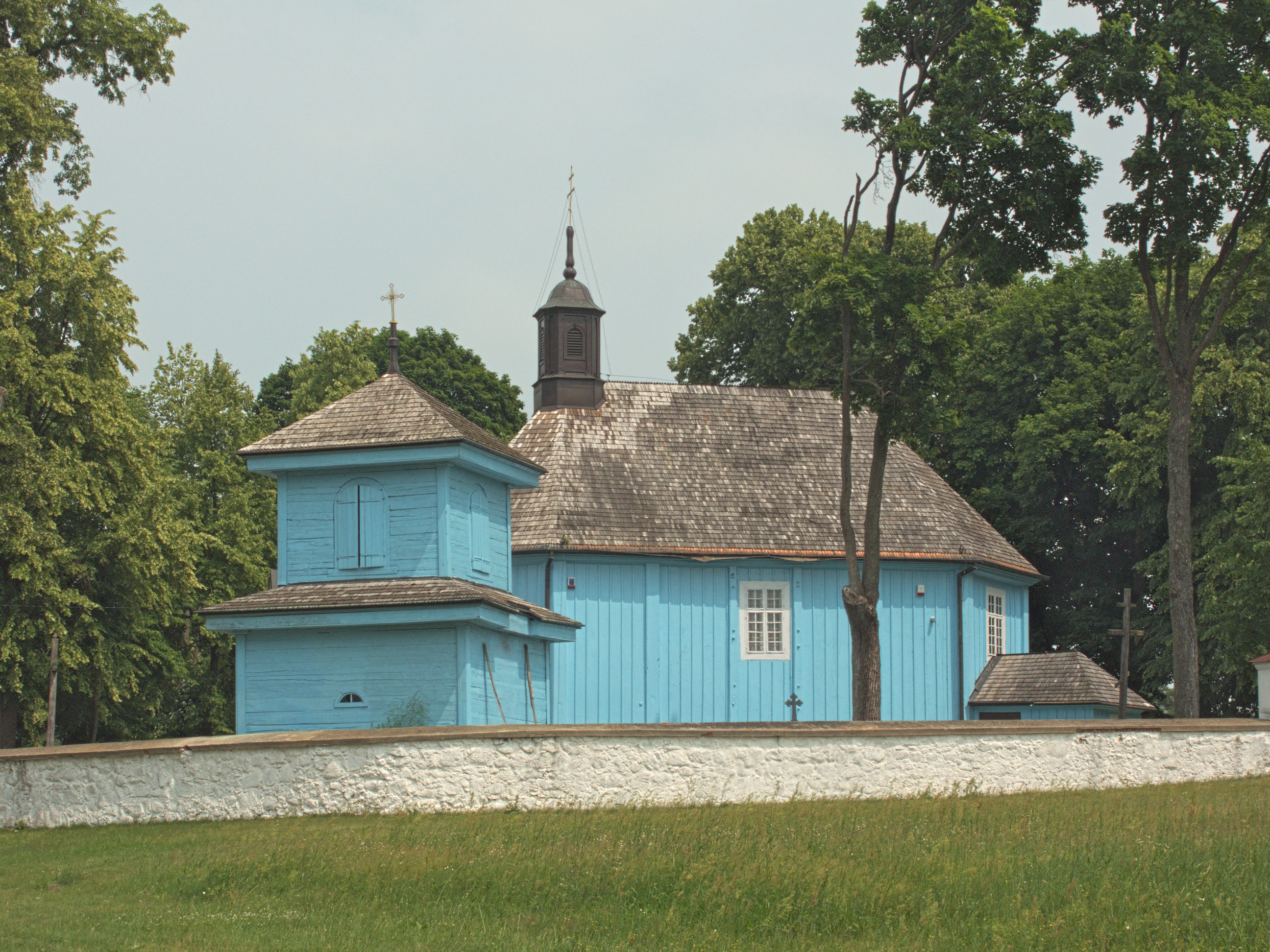
Cerkiew w Szczytach
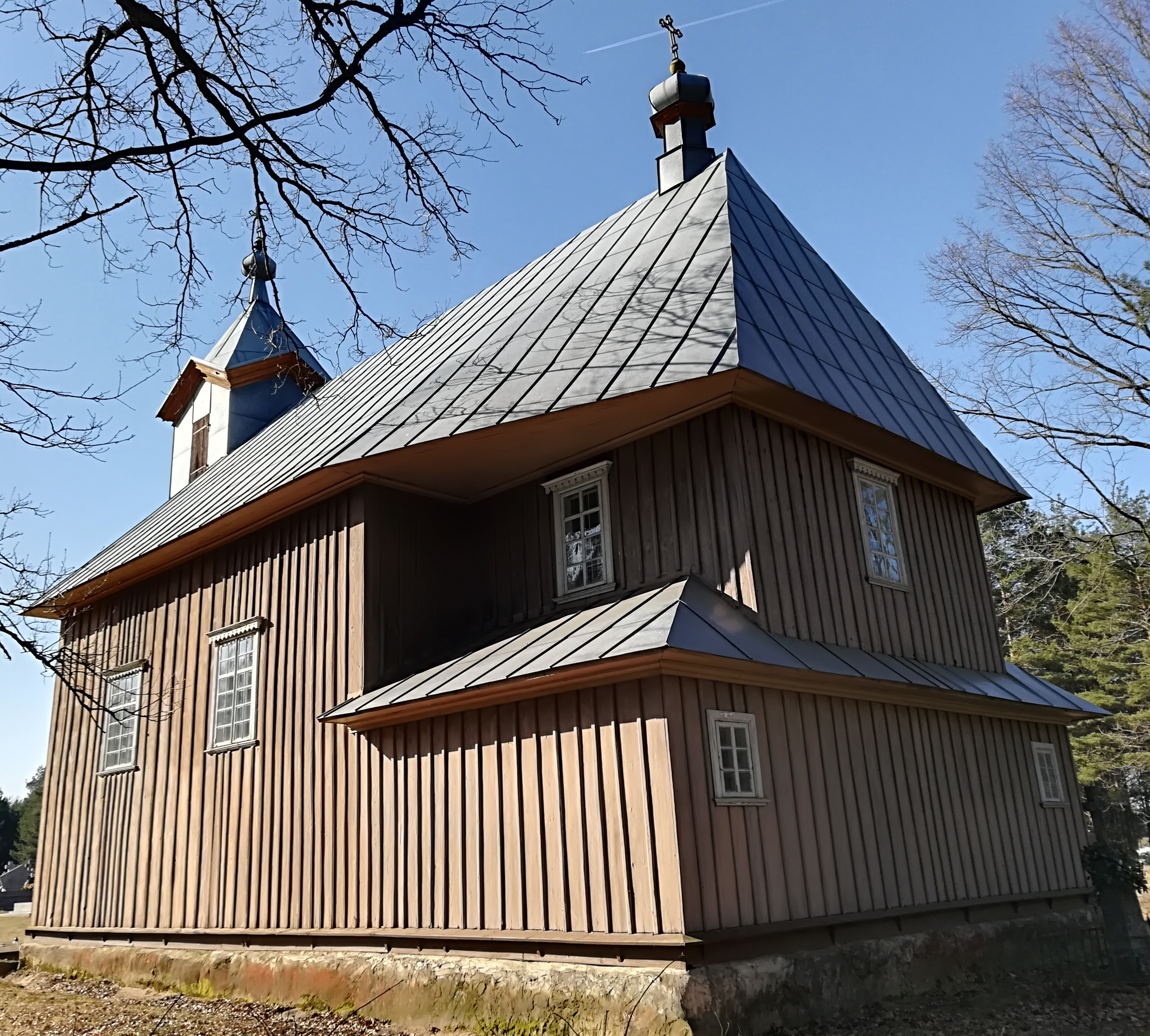
Cerkiew cmentarna w Trześciance, pierwotnie w Białowieży
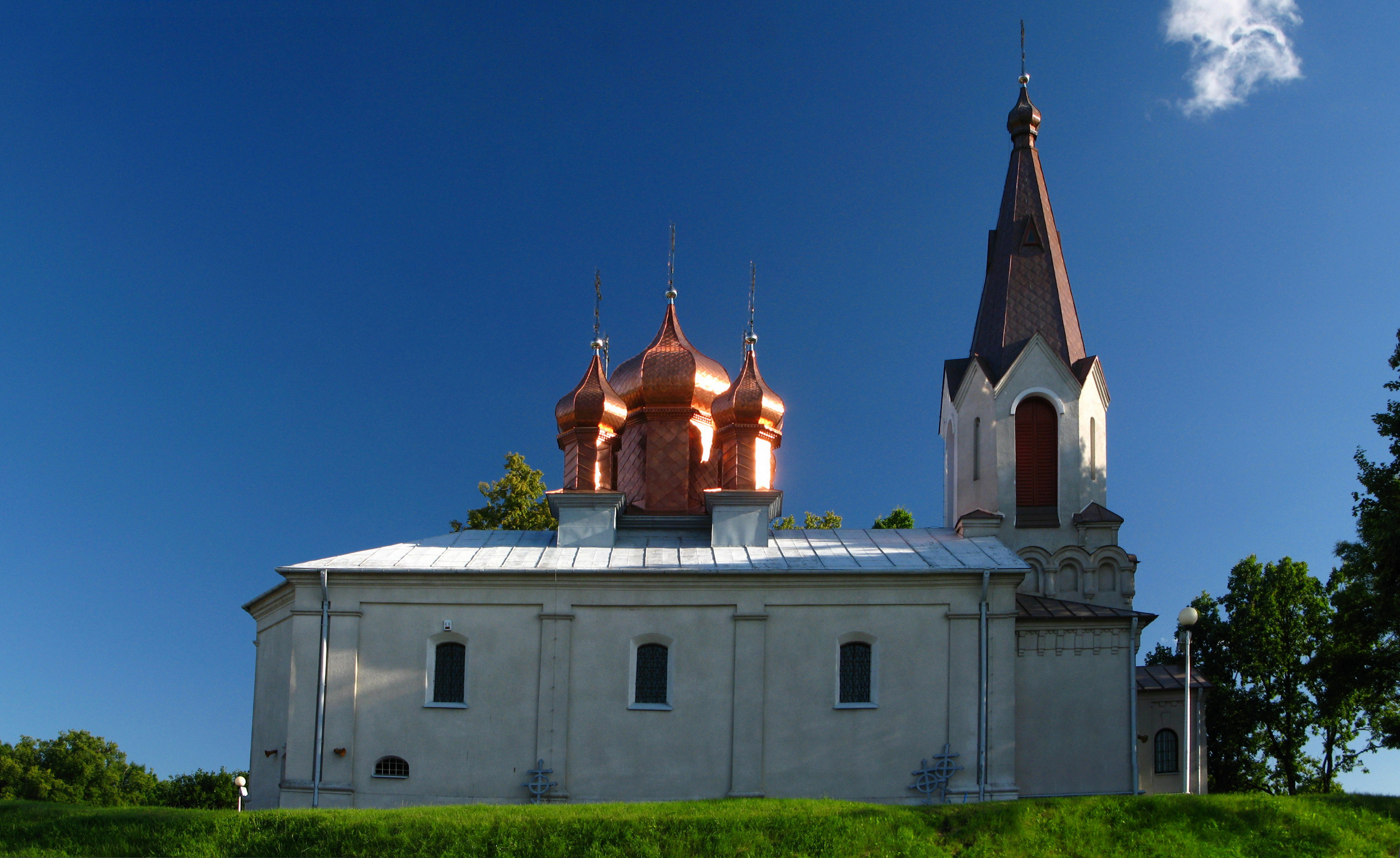
Cerkiew w Mielniku